# 日ユ同祖論

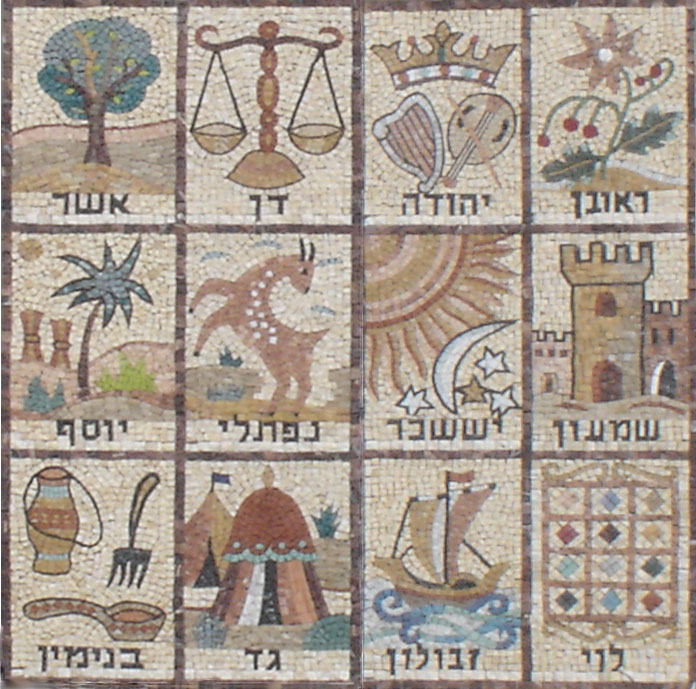
イスラエル12支族

イスラエル12支族

日ユ同祖論（日猶同祖論、にちゆどうそろん）は、日本人の祖先が2700年前にアッシリア人に追放されたイスラエルの失われた十支族の一つとする説。但し、ユダヤ人（古代イスラエル人のうちのユダ族、ベニヤミン族、レビ族）ではなく、ユダヤ人と共通の先祖ヤコブを持つ兄弟民族である。英ユ同祖論など、ユダヤ人と他民族文化を関連づけて論じられるユダヤ人同祖論のひとつ。

## 概要
古代イスラエルの12部族とは、ルベン族、（シメオン族）、レビ族、ユダ族、（ダン族）、ナフタリ族、ガド族、アシェル族、イッサカル族、ゼブルン族、ヨセフ族（マナセ族、エフライム族）、ベニヤミン族を指す。
一般によく認識されているユダヤ民族の祖は、第4族ユダ族と第12族ベニヤミン族に第3族レビ族を加えた3部族であり、失われた10支族から省かれる。
古代イスラエルの失われた10支族とは、ユダヤ民族を除いた、ルベン族、シメオン族、ダン族、ナフタリ族、ガド族、アシェル族、イッサカル族、ゼブルン族、ヨセフ族（マナセ族、エフライム族）を指す。
第9族エフライム族、第5族ガド族、または第7族イッサカル族の数人が日本に、第11族ヨセフ族（マナセ族、エフライム族）はエチオピアに移住したという説がある。
日ユ同祖論は、主に以下がある。
1. 世界に散らばったイスラエルの失われた10支族の1支族（第9族エフライム族、第5族ガド族、または第7族イッサカル族）の数人が日本に移住したという説。
2. 英ユ同祖論における、世界に散らばったイスラエルの失われた10支族の1支族であるという説。
3. イスラエルの失われた10支族は、日本に渡来したという説。
4. イスラエルの12部族（英語版）全部が、日本に来たという説。
5. 古代日本人は、ユダヤ人の先祖であるという説（古代イスラエル12支族＝ユダヤ民族（ユダ族、ベニヤミン族、レビ族の3族）との勘違いから派生した説）。
6. 皇室、物部氏ヨセフ族、出雲神族（クナド大神族）レビ族、出雲族（龍蛇族）ダン族とナフタリ族はイスラエル支族であるという説。皇室が分家の武内宿祢の蘇我本家から養子を迎えたところ、皇室へ養子に行った蘇我本家の王は富家レビ族からの養子だったので皇室が祭司王も兼ねるようになり王権と祭司権の両方を担ったという。

本項では、主に3について記述する。

## 起源
明治期に来日したスコットランド人のニコラス・マクラウド（ノーマン・マクラウド、N・マクレオッド） は、日本と古代ユダヤとの相似性の調査を進め、世界で最初に日ユ同祖論を提唱、体系化した。日ユ同祖論の歴史は、彼の日本での英語の著作The Epitome of The Ancient History of Japan（『日本古代史の縮図』、長崎日の出書房、1878年）と Illustrations to the epitome of the ancient history of Japan（『日本古代歴史図解』、京都、1878年）によって始まった。同書でマクラウドは、祇園祭の牛車とユダヤ人が家族で移動するときの牛車との類似性をはじめ、イスラエル人が日本に渡来する時に用いた筏や、日本で発見されたバビロンなどの古文字、アッシリアやユダヤの古物、ユダヤの神殿で用いられたと「想像したる」日本のラッパや琵琶などの楽器と、十数の項目で日本人とイスラエル人の共通点を挙げて、日本人の祖先はイスラエルから渡来したと主張した。これらは、後の1901年に「ユダヤ大百科事典」ニューヨーク版失われた10支族 の項目に引用されたという。彼は韓ユ同祖論も唱えていたこともあって、マクラウドはなんでも失われた10支族と結びつけるいい加減な人物であったと結論する者もいる。彼の主張は、10支族の内の主要な部族は、青森戸来村、沖縄奄美、朝鮮半島らを経由して日本へ鞍馬寺へ渡ったのに対して、ダン族など残りの支族は、そのまま朝鮮半島に留まったというものであり、諸説論理上の整合性は取れている。マクラウド自身の素性についてはニシン商人とも宣教師とも言われるが、生没年含め詳細は不明で、現存する『日本古代史の縮図』（第2版）の献辞がスコットランドのフリーチャーチ（スコットランド自由教会）の聖職者になされていることから宗教的には同派に関係すると推測されている。宮武外骨は、『日本古代歴史図解』を「多くの奇説と奇図」と紹介し、マクラウドを「木村鷹太郎よりも、ズット古い日本歴史の研究家と見ねばならない」と皮肉っている。
明治後期に英語教師の佐伯好郎や牧師の川守田英二らが同調し、1930年代には対日禁輸政策を取る米国への対応策及びの一環として立案された河豚計画(ユダヤ人難民の満州入植計画)などに利用されたほか、日本ホーリネス教会の中田重治も超国家主義な観点からこれを唱えホーリネス分裂事件を起こした。第二次大戦後に新宗教団体の「キリストの幕屋」（1948年設立）が説を支持してイスラエルに接近し、1970年代には英文冊子を作成して同国大統領に進呈するなどして同説を広め、これを基に在米ユダヤ人ラビのマーヴィン・トケイヤーが大々的に宣伝した。宗教学者の大田俊寛は、同祖論普及の背景には、聖書に出てこない日本が神の救済対象に含まれているのかという不安があったと論じている。
この他、反ユダヤ主義から親ユダヤに転向した酒井勝軍は、逆説的に、日本民族がユダヤ人含む全人類の起源であると主張した。近年では、イスラエル・アリエル大学のアビグドール・シャハン博士や、ユダヤ人研究家のジョセフ・アイデルバーグなども、古代イスラエルと日本の文化伝統の類似、ヘブル語（ヘブライ語）と日本語の類似などを説いている。
学術的には偽史運動のひとつとされている。ユダヤだけでなく日本人シュメール起源説などこの手の起源説はオカルト等では人気のジャンルである。20世紀の終わりには、日ユ同祖論に関する多くの本が販売され、世界のユダヤ人支配を主張した数多の理論と説明が出回った。これらの本は「トンデモ本」と呼ばれ、オカルトとタブロイドのような推測の要素を含んでいた。なお、日ユ同祖論自体は、日本とユダヤの祖先が同じであるとの主張であり、「親ユダヤ的な主張」もある一方、祖先が同じであるがゆえに「ユダヤも日本と同じく民族の誇りを回復して、世界を睥睨する地位に就かんとしている」と警鐘を鳴らす反ユダヤ主義的な主張でもあり、内田樹は日ユ同祖論には「親ユダヤと反ユダヤが矛盾なく同居している」特徴があるのだと説明する。

## 前提知識（アブラハムの家系と聖書の預言）
まずユダヤ教では旧約聖書への理解、子孫への伝承は必須条件とされるが日本ではその内容は口伝すらされていない。
旧約聖書のアブラハム（紀元前17世紀）の孫はヤコブ（別名イスラエル）であり、ヤコブの12人の息子を祖先とするのが、イスラエル12支族である。12支族はアシェル族、エフライム族、ガド族、ベニヤミン族、イッサカル族、ルベン族、マナセ族、ダン族、ナフタリ族、ゼブルン族、ユダ族、シメオン族に分かれているとされる。孫のヤコブ（ヤアコブ）の時代にエジプトに移住した後に、子孫はやがてエジプト人の奴隷となる。400年程続いた奴隷時代の後に紀元前13世紀にモーセ（モーゼ）は民族をエジプトから連れ出し、イスラエル12支族はシナイ半島を40年間放浪し定住を始め、200年程かけて一帯を征服して行く。カナンの地に住み、ダビデ王（紀元前1004年‐紀元前965年）の時代に統一イスラエル王国として12部族がひとつにされる。ソロモン王（紀元前965年‐紀元前930年）の死後、南北に分裂して、サマリヤを首都に10部族による北王国イスラエルと、エルサレムを首都にする2部族による南王国ユダに分かれた。北王国は紀元前722年にアッシリアにより滅ぼされ、10支族のうち指導者層は虜囚としてアッシリアに連行された。この10支族の行方は文書に残されていないため、2部族によって「失われた10支族」と呼ばれた。アッシリアに征服された後、信仰を深めるため、信仰を邪魔されない場所に移るとして、消息不明になったとされる（エズラ第4書13:39〜47）。
ユダ族等の残り2支族は、エルサレムを都として南ユダ王国を建国した後、紀元前586年に新バビロニアに滅ぼされた。指導者層はバビロンなどへ連行され虜囚となったが、宗教的な繋がりを強め、失ったエルサレムの町と神殿の代わりに律法を心のよりどころとするようになり、神殿宗教であるだけではなく律法を重んじる宗教としてのユダヤ教を確立することになる。ユダ族等は離散後、ユダヤ人と呼ばれるようになった。
ユダヤ人とは、現在では、ユダヤ教（旧約聖書のみを信じ、新約聖書を信じない宗教）を信仰する者（宗教集団）、あるいはユダヤ人を親に持つ者（民族集団）という2つの捉え方がある。当時のイスラエル人は有色人種であり、白色ユダヤ人（アシュケナジム）は8世紀頃、ハザール人のユダヤ教への改宗によって、ユダヤ人を名乗ったことに由来するとの説がある。日ユ同祖論でいうユダヤ人とは、有色人種としてのユダヤ人（セファルディム）であるという説もある。そして、同祖とは、聖書の記述に照らし合わせると、アブラハムやヤコブを意味すると自動的に言えることになる。。
エズラ書第4書（第2書とも呼ばれる）13:39〜では、「幻に現れたその群集は…九つの部族であった（写本によって、九部族/九部族半/十部族と異なる）。彼らは異教徒の群れを離れ、先祖がいまだかつて住んだことのない土地に行き、自国で守ることのできなかった規則をせめて守るようにとの計画を互いに持ち合って、さらに遠くの国へ向かった。……それはアルザレト（もうひとつの土地あるいは果ての地）という地方であった。彼らは最後までそこに住み…」とされている。
エゼキエル書37では、「主なる神はこう言われる…わが民よ、わたしはあなたがたの墓を開き…時、あなたがたは、わたしが主であることを悟る。……わたしはエフライムの手にあるヨセフとその友であるイスラエルの部族の木を取り、これをユダの木に合わせて、一つの木となす。…… わたしは、わたしの地イスラエルの山々で彼らを一つの国とする。一人の王が彼らすべての王となる。彼らは二度と二つの国になることなく、二度と二つの王国に分かれることはない。…… わたしの聖所が永遠に彼らの真ん中に置かれるとき、諸国民はわたしがイスラエルを聖別する主であることを知るようになる。」とされている。

旧約聖書においては、セムは黄色人種の先祖であり、ハムは黒人種の先祖となり、ヤペテは白人種の先祖であるとされる。誤解してはいけないのは、当時イスラエルの周辺には古代イスラエル人の他にも様々な民族が住んでいたとされ、旧約聖書はイスラエル人、あるいはアラム人などのセム語族の視点で書かれたものなので、離散した古代イスラエル人(ユダヤ人)はイスラエルの地を離れて他の地域に散らばったということの目安でしかない。古代のユダヤ人は現在のアジア人や日本人と同じような風貌をしていたというわけではなく、ユダヤ人は全人類の先祖であるというわけではない。

## 皇室神道とユダヤ教の類似

### 大化の改新の詔
大化の改新は、モーセのトーラーと類似点がある。ヨセフ・アイデルバーグ『日本書紀と日本語のユダヤ起源』（徳間書店）等では以下のように述べられている。
神道の祭司一族であった中臣氏が主導して、専横する仏教派の蘇我氏を滅ぼし、このとき蘇我氏の放火によって全朝廷図書が焼失しつつも、神道を一時的に復興させたのが大化の改新（645年）の一面であると指摘される事がある。大化の改新から大宝律令（701年）（神祇令）制定にかけては唐の文化を吸収しつつ神道の復興と制度化の過程であり、大化の改新の内容は、当時における神道の重要事項が中心であったと推測されるが、その内容は旧約聖書と類似している。日本で元号として初めて定められた大化は、ヘブライ語のthQWH（tikvah）「希望」（現イスラエル国歌：H・thQWH：その・希望）と似ている。ただし似ているだけである。大化は書経や漢書といった中国の書物からの引用であり、これを根拠とするには証拠能力に欠けている。大化は皇極天皇の4年目の7月1日 (旧暦)に始められたが、ユダヤ暦（古代の教暦ではなく政暦）では7月（ティシュリー グレゴリオ暦では9月から10月）1日はローシュ・ハッシャーナー（新年祭）で1年の始まりにあたる（「第七の月の一日は…聖なる集会の日としなさい」『レビ記』（23:24））。大化政府は7月14日 (旧暦)に神々に捧げる捧げ物を集めたとあり、ユダヤ教での仮庵の祭りは7月15日（ユダヤ暦では日没が1日のはじまりであるためグレゴリオ暦では7月14日の夕方18時頃）から始まる。改新の詔の「男奴隷と女奴隷の間に生まれた子は女奴隷側のものとする」は、『出エジプト記』（21:4）と同じである。また、詔での、土地の分配を家族の人数に応じて行うことと『民数記』（26:54）、親族の死についての断髪等の禁止と『レビ記』（21:5）、借り物に関して賠償すべき場合を限定した定めと『出エジプト記』（22:13）も同様である。

### 皇室神祇
大化の改新の後、神道の皇室儀式の制度化は進められ、いくつかの定めのうち部分的に現在に伝えられているのが大宝律令（701年）の神祇令等である。神祇令においては、大嘗祭・新嘗祭の他、大祓の儀等が定められていたと推測される。天岩屋戸から天照大御神が出てきたときに祭司コヤネ（天児屋命）が素戔嗚命の罪を清めるために唱えたといわれる大祓はコヤネの子孫といわれる中臣氏が伝えてきた祭儀とされ、大祓の儀は6月30日と12月31日とされており、ユダヤ教の区切りと一致している。ただし記紀共に須佐之男命の罪を祓うために祝詞が詠まれたとする記述はなく、髪・髭・爪を切る罰と貢物を献上する罰が与えられたとされる。また、大祓の祝詞では、天つ罪と国つ罪に分けていくつかの禁止事項が列挙されているが、二種類の種を播く罪（レビ記19:19）、近親相姦（レビ記18:6〜）、人体を傷つける罪（レビ記19:28）、呪術（申命記18:11）、こぶのある者（レビ記21:20）など旧約聖書の禁止事項と一致している。新嘗祭や大嘗祭は収穫を捧げる儀式であり、特に大嘗祭では仮庵を建てる。ユダヤ教で収穫を捧げて祝う祭りは仮庵の祭といわれ、エジプトを出て仮庵に住んだことを代々伝えるため、仮庵を建てて行わなければならないとされる（レビ記23:23〜）。

### 八咫鏡
八咫鏡において以下の噂が流布している。
森有礼が、伊勢神宮に安置されている三種の神器の1つ、八咫鏡の裏を見たとされる噂は、山根キク（山根菊子）が1943年（昭和18年）に不敬罪で逮捕される理由となったもののひとつである。
ただし伊勢神宮の御鎮座伝記など神道五部書には八咫鏡の形状について「八頭花崎八葉形」とされ、加えて鏡の円周を八咫と考えた場合、現状これに最も近い形状の鏡は大型内行花文鏡と考えられる。
また、きよめ教会（現「基督兄弟団」）の牧師 生田目俊造 （いくため しゅんぞう） のエッセイ「神秘日本」 において、恩師に会いにA学院のS博士が聖書学院にきたおり、宮中に古くから神体とされる鏡の裏の模様がヘブル語であるということがわかり、依頼にて解読すると旧約聖書の出埃及（『出エジプト記』）3章14節「我は有て在(あ)る者なり」と刻まれていたと言ったというエピソードを恩師夫人から聞かされたと記述した。
これに関し1953年（昭和28年）1月25日に「在日ユダヤ民会」のミハイル・コーガン宅で行われた日猶懇話会例会でホーリネス教会の尾崎喬一牧師に尋ねられた三笠宮は、昭和天皇も自分（三笠宮）も鏡を見たことがない、いずれ調査するだろうと答えられ、これが1953年（昭和28年）1月26日付け東京イブニングニュース（Tokyo Evening News）で「神鏡のヘブル出所説を三笠宮氏が調査！」（“Mikasa Will Check the Hebrew Words on the Holy Mirror!”）として報道されている。
八咫鏡の裏にあるヘブライ文字については、作意を感じるとの意見もある。

英国王の紋章

### 獅子と一角獣
皇室や神道において獅子と一角獣は重要な意味を持つが、獅子はユダ族の紋章であり、一角獣は北イスラエル王国の王族であるヨセフ族の紋章である。京都御所（清涼殿）には天皇家の紋章として、獅子（ライオン）と一角獣（ユニコーン）の紋章があったとされており、天皇の王冠には一角獣が描かれているとされている（『日本固有文明の謎はユダヤで解ける』、徳間書店）。現在でも京都御所清涼殿昼御座奥の御帳台（天皇の椅子）の前左右には、頭頂に長い一角を持つ狛犬と角のないものが置かれている（『日本名建築写真選集第18巻京都御所』、新潮社の写真）。天皇の即位に用いられる高御座の台座にも獅子と一角獣（麒麟）と思われる絵が描かれている。平凡社の『大百科事典』や平凡社の『世界大百科事典』では、狛犬について、「平安時代には…清涼殿の御帳前や…獅子と狛犬が置かれ、口を開いたのを獅子として左に置き、口を閉じ頭に一角を持つものを狛犬として右に置いた」とあり、京都下鴨神社の左の狛犬には角があると記されている。『狛犬辞典』戎光祥社には、京都御所紫宸殿障子絵として同様のものが掲載されているほか、八坂神社等の一角を持つ狛犬写真が多数掲載されている（下賀茂神社や八坂神社には秦一族の影響がありうる）。ただし奈良時代以前のものは、狛犬の左右に違いは無い。なお、ユダヤ系大財閥であるロスチャイルド家も同様のライオンとユニコーンの紋章を持つ（建物の入り口などに二匹の獅子が置かれる例は世界各地にあるが、これは古代イスラエル神殿（ソロモン神殿）の王座の横の二匹の獅子（I列王記10:19）に由来するといわれる）。(紋章を参照)

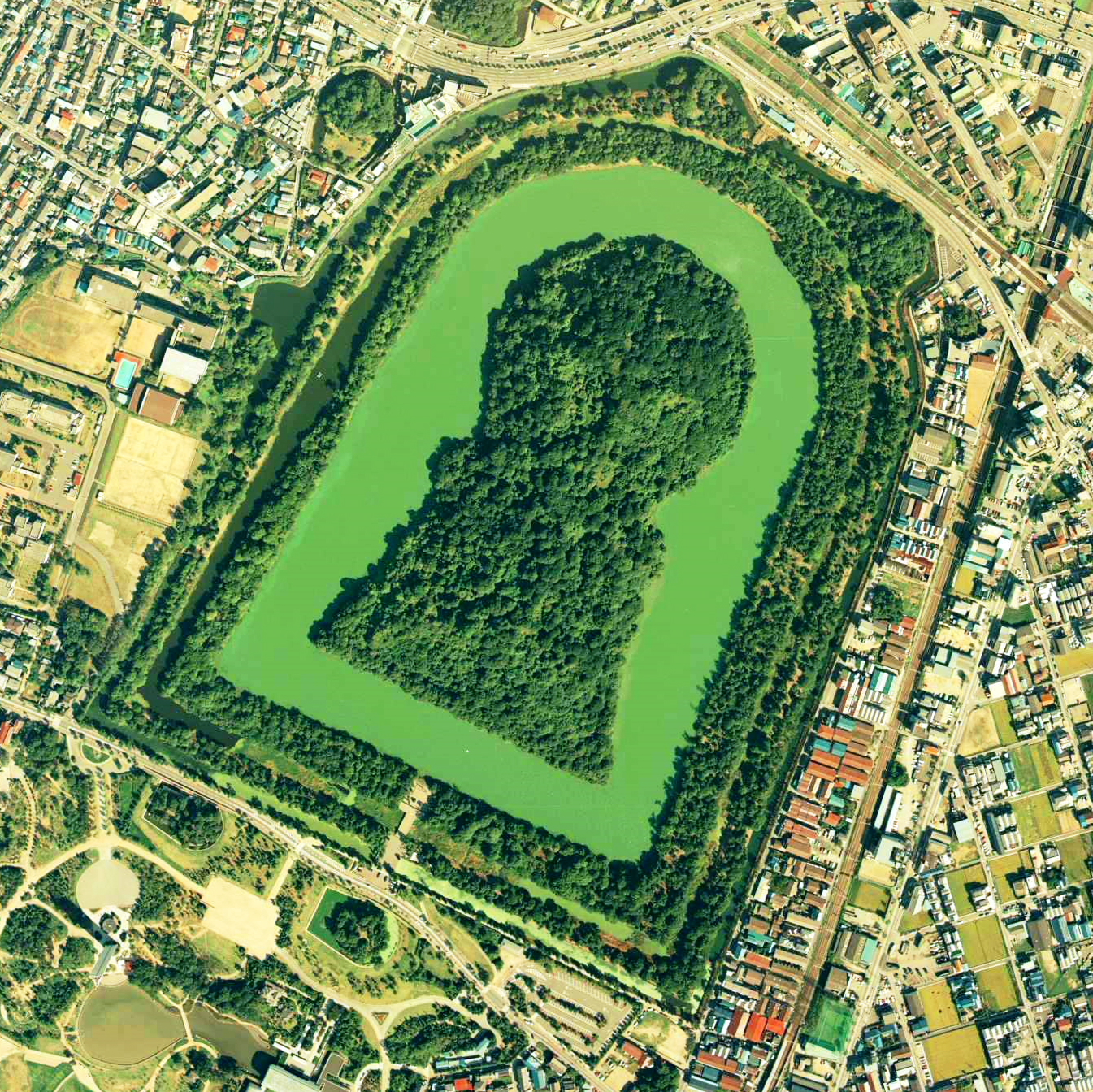
仁徳天皇陵（大仙陵古墳、大阪府堺市堺区大仙町）

### 仁徳天皇陵とマナの壷
仁徳天皇陵（大仙陵古墳）は、契約の箱に収められていたユダヤ三種の神器の一つであるマナの壷（pot of manna / jar of manna）を形取ったものではないかとも言われている。その論拠として陵のくびれ部にある造り出しを壷の取っ手とみなし、以下のように説かれる。
- 前方後円墳は上空や高所から見て一般には鍵穴のように見えると言われ、仁徳天皇陵もその例にもれないが、反対側から見ると壷のような形にも見える。そもそもこの種の古墳は前部が台形で後部が円形であるとされているのだから、方形を上部に見て壺を形取っていると見るのが正しい。

- 首長墓として各地に点在している前方後円墳には、陵の左右のくびれどちらか片側に造り出し部を持つ墳墓、または造り出し部がまったくない墳墓もあるが、皇室に所縁がある仁徳天皇陵にはくびれ両側に造り出し部があり、まさしく壺の形である。

この説に対する反論としては以下のようなものがある。
- 各地の前方後円墳には左右のくびれ両側に造り出し部がある古墳も少なからず存在しており、この説においては皇室だけがなんらかのユダヤ系族と関連があったと見るのは難しい。

- わが国での前方後円墳の出現は前方後方墳の後である可能性が高い。少なくとも両墳墓の形態には密接な関りがあることが考えられ[16]、前方後方墳の後部の方形が円形に置き換わる形で築造された墳墓が前方後円墳である可能性もある。その一連の文化の流れで仁徳天皇陵も築造されたのだろうが、この墳墓だけにモチーフとして壺が採用されたとは考え難い。

また古墳に関連して、わが国の前方後円墳のルーツからも日ユ同祖論が説かれる。
- 近年の考古学研究により、前方後円墳、前方後方墳のルーツは北方ユーラシアのエニセイ川流域あたりのスキタイ系騎馬遊牧民族の墳墓や、モンゴルのウランバートル北方のノヨン・オール古墳群の墳墓にまで、その形態上の類似性から求めることができる[17]。紀元前6世紀ごろには東欧、中央・北方・東方ユーラシアと広範囲に分布していたスキタイ族はイラン系民族であり、勢力範囲を広げた当時も中東地方との貿易交流があったと考えられている。これらことから、弓月君が渡来する紀元5世紀よりはるか以前の紀元前に、スキタイ族と合流した「失われた10支族」が、「2支族」と混血したヒッタイト人の末裔であるスキタイ族が日本に渡来し、古墳の造成にも関わった可能性がある[18]。

### イザヤと伊弉諾尊
紀元前722年、北イスラエル王国はアッシリアに滅ぼされ、10部族は各地に離散、その後南王国も預言者から滅亡すると言われ、イザヤ一行は神の契約の箱とともに国を飛び出した。
『旧約聖書第一イザヤ書』に「アモツの子、イザヤ」と書かれている。
一方、日本の伊弉諾尊（いざなぎのみこと）の父は、「面足尊（おもだるのみこと＝日本書紀、古事記では於母陀流神）」であるが、「面」は訓読みでオモ、「足」は中国語でツまたはジュと発音するので、オモツ、アモツとなり、イザヤの父の名前に似る。依って、アモツ＝面足尊、イザヤ＝伊弉諾尊ではないか、との説がある。

## 神社神道とユダヤ教の類似点
神社に関する神道（神社神道）とユダヤ教の類似については、例えばマーヴィン・トケイヤー『ユダヤと日本 謎の古代史』（産業能率大学出版 1975年（昭和50年））や『日本・ユダヤ 封印の古代史』（徳間書店）では多くの類似点が指摘されており、以下のような指摘がある。

### 神道
神道の儀礼・様式
- 日本もユダヤも、水や塩で身を清める禊の習慣がある。
- ユダヤ教では祭司はヒソプ（ヒソップのこと[19]）という植物や初穂の束を揺り動かす。これは過越の祭について定めた『レビ記』23:11に基づいており、過越の前にヒソプで子羊の血を門に塗ったことに由来する（『出エジプト記』12:22）。これに対して、神社の神官も同様に榊の枝でお祓いをする。
- ユダヤのメズサ（護符）と日本のお守りは似ている。
- エルサレム神殿の門には、天皇家の16弁の菊花紋（菊花紋章後鳥羽天皇に由来）と共通した紋章が刻み込まれている。

神社の施設の様式
- イスラエル民族がエジプトを出て放浪していたころの移動式神殿である幕屋や古代イスラエル神殿（エルサレム神殿）では、入口から、洗盤（水で洗う場所）、至聖所、聖所 と並んでいる。神社においても、入口から手水舎、拝殿、本殿 と並んでおり、構造が似ている。古代イスラエル神殿は木造建築であり（『列王記』6:9〜）、建築後に賽銭箱が備えられた（『歴代誌』24:8）。また、幕屋の神殿の内部は赤色だったとされており、神社にも赤色の神社がある（『ユダヤと日本謎の古代史』産業能率大学出版部）。

ユダ族の紋

- 日本の神社の前に置いてある狛犬（こまいぬ）は、犬というよりも獅子であるが、古代ソロモン神殿の前にもライオンの像が置いてあった。ライオンは、ダビデ王統を担うユダ族のシンボルであった。ただし狛犬が設置されるようになったのは遥か後世の飛鳥時代のことである。

イスラエルの国旗にも入っている六芒星＝ダビデの星。このシンボルの成立は17世紀とも旧約聖書誕生の時代ともいわれている。

- 伊勢神宮の内宮から外宮に至る参道の石灯眥（石灯籠合計約700基）には、ダビデの星が刻み込まれている（ただし、伊勢神宮の参道の灯籠は第二次世界大戦後に寄贈されたものであり、GHQの指示があったといわれる。元伊勢のものにも同様のものがあるが、これも寄贈されたものといわれている。伊勢神宮の石灯篭は、神宮審議会では、菊の紋はよいがヒマワリの紋はいらないとしたところ、当時の式部官二荒伯爵と森岡善照（元大阪タクシー(株)社長）奉賛会長の主張により入れたが、実はGHQ（連合国軍最高司令官総司令部）からダビデ王の紋とヘロデ王の紋を入れたら許す、との圧力がかかったともいわれている[15]。また、ダビデの星は単純な幾何学模様であり、ダビデ王の紋でもヘロデ王の紋であったことはなく魔術ではソロモンの封印と知られたものである。これは研究者の間では重視されない傾向がある）。

神社の構造
- 古代ヘブライ神殿と日本の神社の構造は似ている。もともと、古代ヘブライ神殿は「幕屋」と呼ばれる移動式であったが、幕屋はその名の通り、周囲を幕や板で囲み、中で神に捧げる祭睚を行なった。全体ではないが、囲むという概念は日本の神社でも見られ、同様に祭睚は極秘である。幕屋の中の構造は基本的には聖所・至聖所・拝殿に分かれていて、祭壇には明かりをともす常夜灯があり、脇には手を洗う水盤があった。有名な古代ソロモン神殿（エルサレム神殿）の前には、お耄銭（賽銭）を入れる箱も置かれていた。ただし現在のような社殿が整えられるようになったのは、仏教が日本に流入し、寺院に倣って社を建立したことによる。

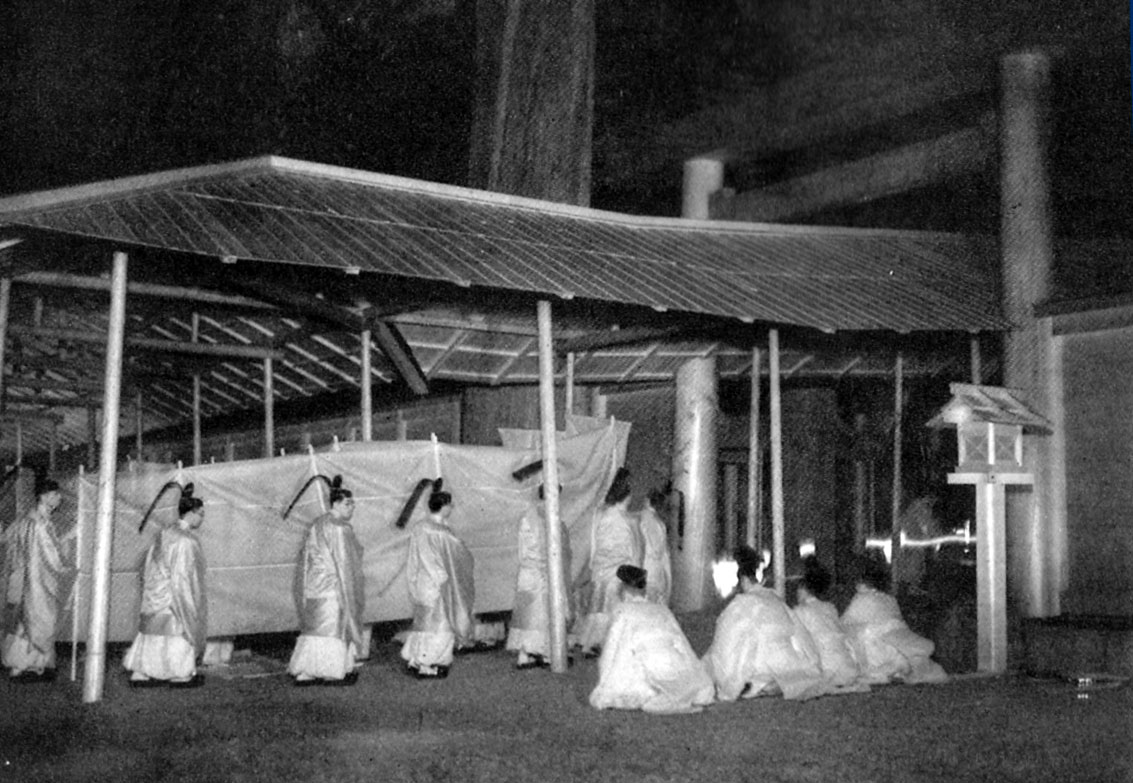
1953年（昭和28年）10月5日、外宮遷御の儀。史上初めて写真撮影が許可された。

- 伊勢神宮の遷宮は、幕屋が移動していたことに似ている。神宮式年遷宮の制度が定められた天武天皇の時代、7世紀頃である。この時代に創建（または再建）された法隆寺の堂宇は、世界最古の木造建築としての姿を今に伝えている。神宮も現在にも残る建物にすることは可能であったと思われる。それをあえて、20年毎に定期的に膨大な国費を投じることとなる式年遷宮を行う途を選んだ理由は、神宮にも記録がないため公式には不明である。

六芒星

籠目紋「籠目」

- 現在、日本人の総氏神とされる伊勢神宮であるが、この伊勢神宮の遷座伝承地（元伊勢）の1つが籠神社であり、この籠神社の宮司を代々務めてきたのは海部一族である（海部俊樹元首相の遠い親戚）。現在82代目宮司を務める海部光彦は最近になって、それまで極秘であった“裏家紋”を公開した。籠神社の奥の院である「真名井神社」の石碑に刻み込まれた、その裏家紋は、「ダビデ王の紋章（六芒星）」であった。なお、日本古来の籠目紋は六芒星と同一である。籠神社が籠目紋を用いるのは自然と言えば自然であるが、その関連の解明が待たれる。
- 伊勢神宮暦は他の神社と違って、ヘブライ暦（ユダヤ暦）と一致している[要出典]。

祭り・神事
- 諏訪大社では、「御頭祭」（おんとうさい）という、イサク奉献伝承に似るとされる祭りが行われていた。旧約聖書によると、アブラハムはモリアの地（現在のエルサレム）の山（モリア山）で神から息子イサクを生贄として捧げるよう要求され、アブラハムが神への信仰からイサクをナイフで殺そうとしたところ信仰が明らかになったとして天使から止められるという話がある。ただし御頭祭についての明確な起源は不明であり、関連した神話伝承も存在しない。諏訪に伝わる多くの神事が狩猟と農耕の融合と考えられており、御頭祭もその一つである。守屋山（モリア山）が御神体である諏訪大社においても、少年を柱に結び付けて神官が小刀で切りつけようとすると使者が現れてこれを止めるという御頭祭が明治初めまで行われていたとの記述が守谷資料館に残されているとされる（これに似たものとしては、ネパールのジャトラの柱立て祭りがある）。ただし諏訪神社が守屋山を神体山とした明確な記録は存在せず、神体山にありがちな禁足地でもなく、守屋山自体古くは森山と称していたともされる。御頭祭の起源について、8世紀ころには行われていたと主張され、さらに古い時代からも行われていたと主張されるが、詳細は不明である。
- 神事である相撲は、ヤコブと天使の格闘に由来すると主張される。ヤコブは天使との格闘に勝ったことで、神の使いとしての権限を与えられた。神道で相撲の由来は『古事記』の建御雷神と建御名方神の力競べにあるとされ、これによって国譲りが確定し、邇邇芸命に地上の支配権が与えられることとなった。ただし相撲の起源については野見宿禰に求めるとする説もある。
- 祇園祭に登場する数多くの山車の中には、古代ヘブライで用いられた織様と同じ文様を付けたものが存在している。京都府 京都市 下京区四条烏丸西入の山鉾「函谷鉾」の前掛けは、旧約聖書の『創世記』の一場面を描いた16世紀末のタペストリーに、中京区室町通六角下ルの山鉾「鯉山」の見送りは、古代ヘブライのダビデ王を描いた有名な図に比される[20]。

年中行事・慣習
- 生後30日ごろに赤ちゃんを神社(神殿)に初詣でさせるお宮参りの習慣は、日本とユダヤにしか見られないものである。

正月の鏡餅

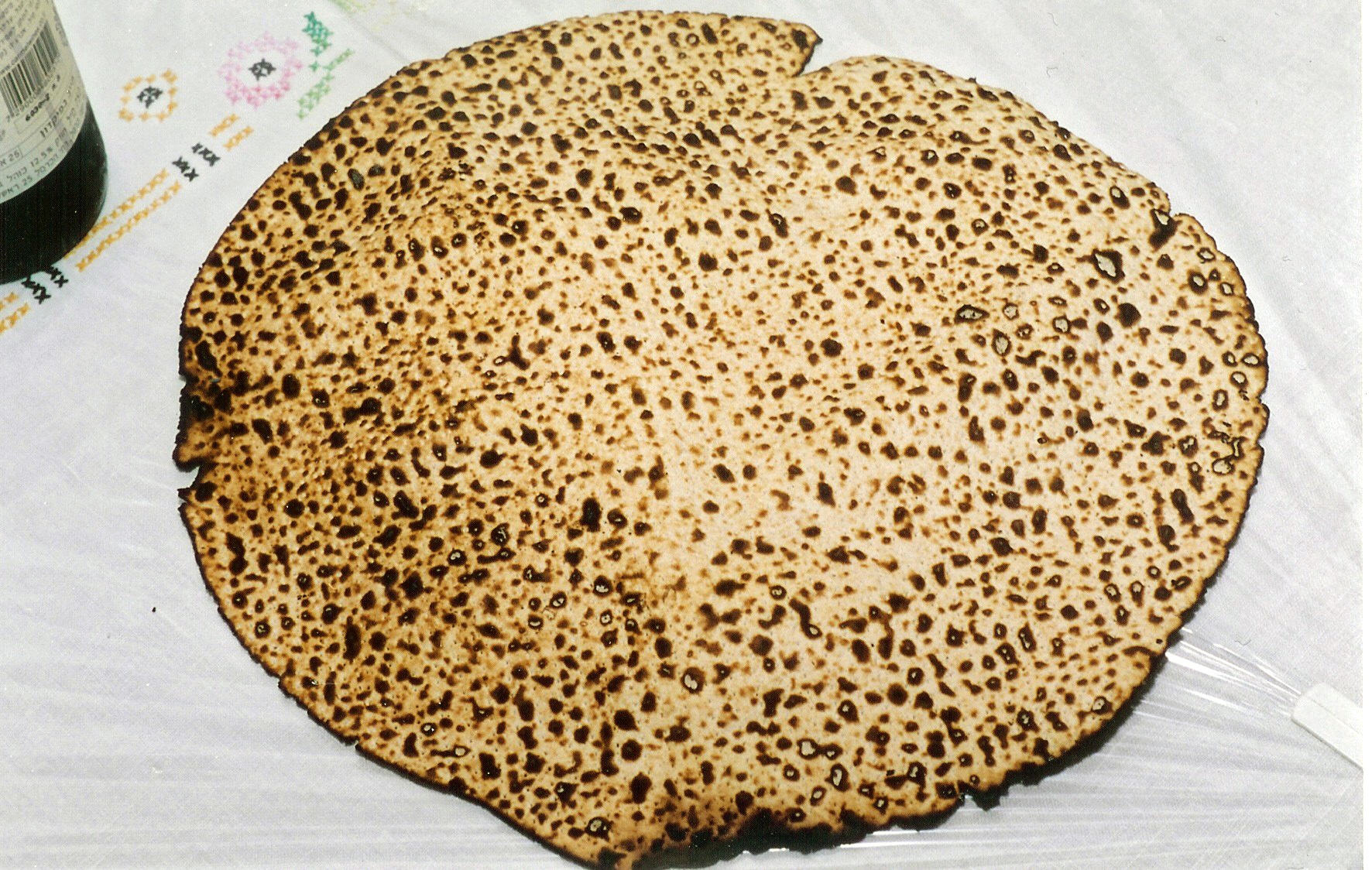
手作りの種なしのパン（マッツォ）

鏡餅

- ユダヤ人の宗教的な行事で、日本と最もよく似ているのは過越（すぎこし）祭である。過越祭（ペサハ）は、ユダヤ教でいう新年の祭りで、ユダヤの祭日のうちで、最古かつ最大のものである。その日は日本の年越しと同じように、家族で寝ないで夜を明かす。更に、過越祭の日だけは普段と食べるものが違っていて、普段はふっくらとしたパンを食べるのであるが、この日に限って、「種なしのパン（マッツォ）」を食べる。この種なしパンは日本でいう「餅（モチ）」に当たる。しかも、ユダヤ人は丸く平べったい種なしパンを祭壇の両脇に重ねて供えるのだが、これは日本の鏡餅に類似している。過越祭は全部で7日間と規定されており、これも日本の正月の期間と同じである（松の内は本来15日まで、寛文2年1月6日 (旧暦)、江戸幕府により1月7日 (旧暦)を以ての飾り納めが指示される）。
- 過越の夜に種なしパンと苦菜を食べたように、代々どこに住もうとも守らなければならない不変の定めとして過越の祭（ペサハ）を祝わなければならないとされている。過越の祭では、家の中から酵母がなくなるよう直前に掃除を行い、正月の14日の夕方から7日間にわたって種（酵母）のないパン（Mthth／MthH: マッツァー：発酵させないパン）を食べ、苦菜を添えて食べなければならないとされている。1日目と7日目は仕事をしてはならない（『出エジプト記』12:1〜/『レビ記』23:1〜）。これに対して日本では年末に大掃除を行い、旧暦1月15日（1月15日 (旧暦)）は小正月であり、発酵させないパンであるモチを食べ、その後、正月の7日に七草粥を食べる。ユダヤ人は丸く平べったい種なしパンを祭壇の両脇に重ねて供えるが、これは日本の鏡餅に類似している。

赤い（朱塗りの）鳥居

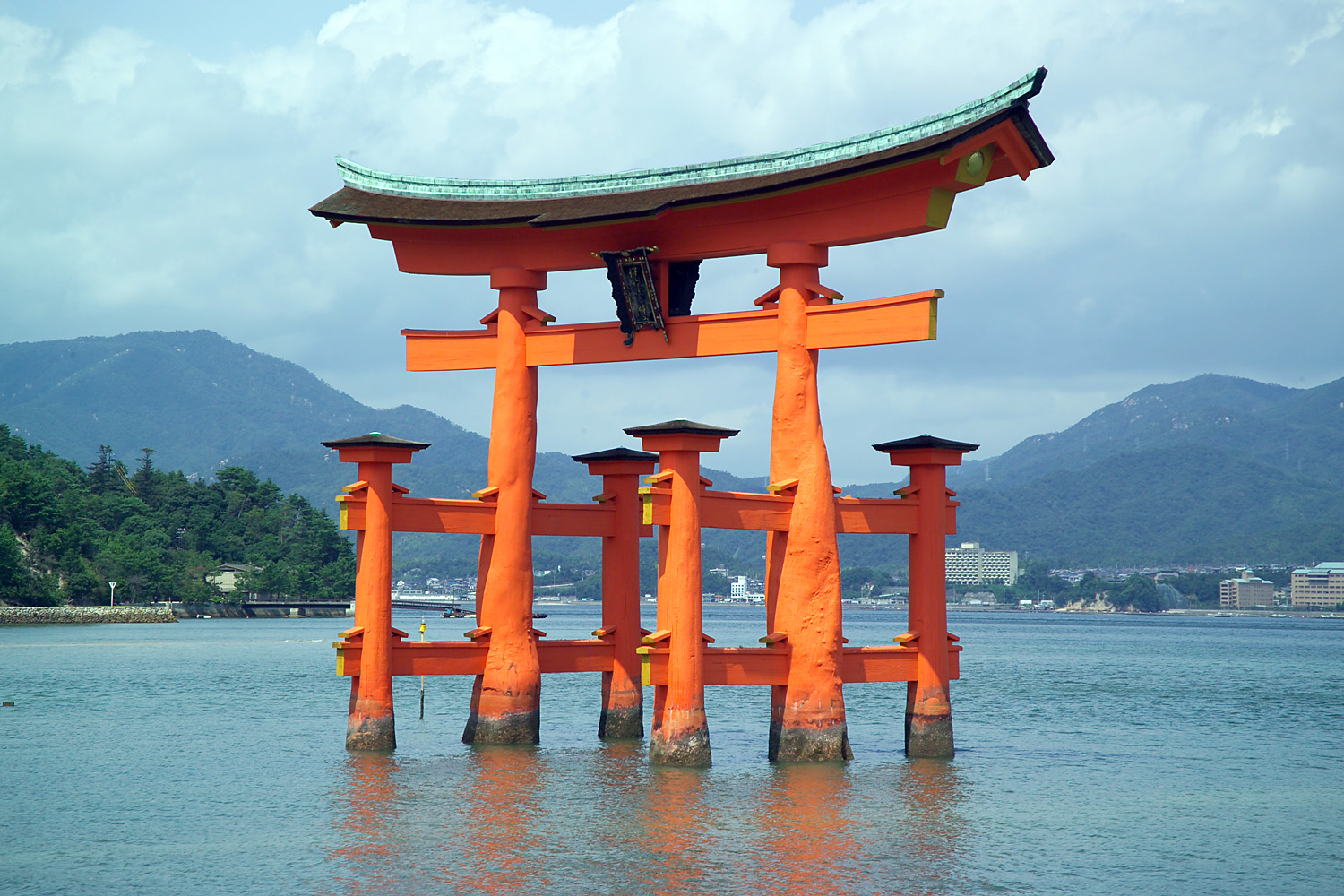
厳島神社 朱丹の大鳥居（厳島、広島県廿日市市宮島町）

- トリイ（鳥居）は、ヘブライ語アラム方言で門という意味であり、神社のトリイは過越の前にヒソプで羊の血を塗った門を意味すると主張される（トリイの起源については、インドの仏舎利塔の前に建てられたトラーナとする説や中国の陵墓の前に建てられた華表とする説などもある。また、久保『神道の中のユダヤ文化』では、門はヘブル・アラム語で「タラア」とされている。）。
- ユダヤ人の過越祭（ペサハ）は、モーセによる“エジプト脱出事件”（紀元前1290年）にルーツを持っているが、同じく、日本の年越しや鳥居も、この大事件にルーツを持っていると考えられる。モーセは、かたくなな心を持つエジプト国王ラムセス2世に、ヘブライ奴隷集団の脱出を認めさせるため、一種の“魔術競争”をしたのであるが、エジプト脱出前日に“殺戮の天使”がエジプト全土に襲いかかって来た。その時、モーセは、ヘブライ人たちに神の災いに合わないように、玄関口の二本の柱と鴨居に羊の血を塗らせ、災いが静かに通り過ぎるまで家の中で待つように指示した[21] のであるが、これこそが赤い（朱塗りの）鳥居のルーツであり、年越しのルーツであるとされる。

契約の箱と神輿

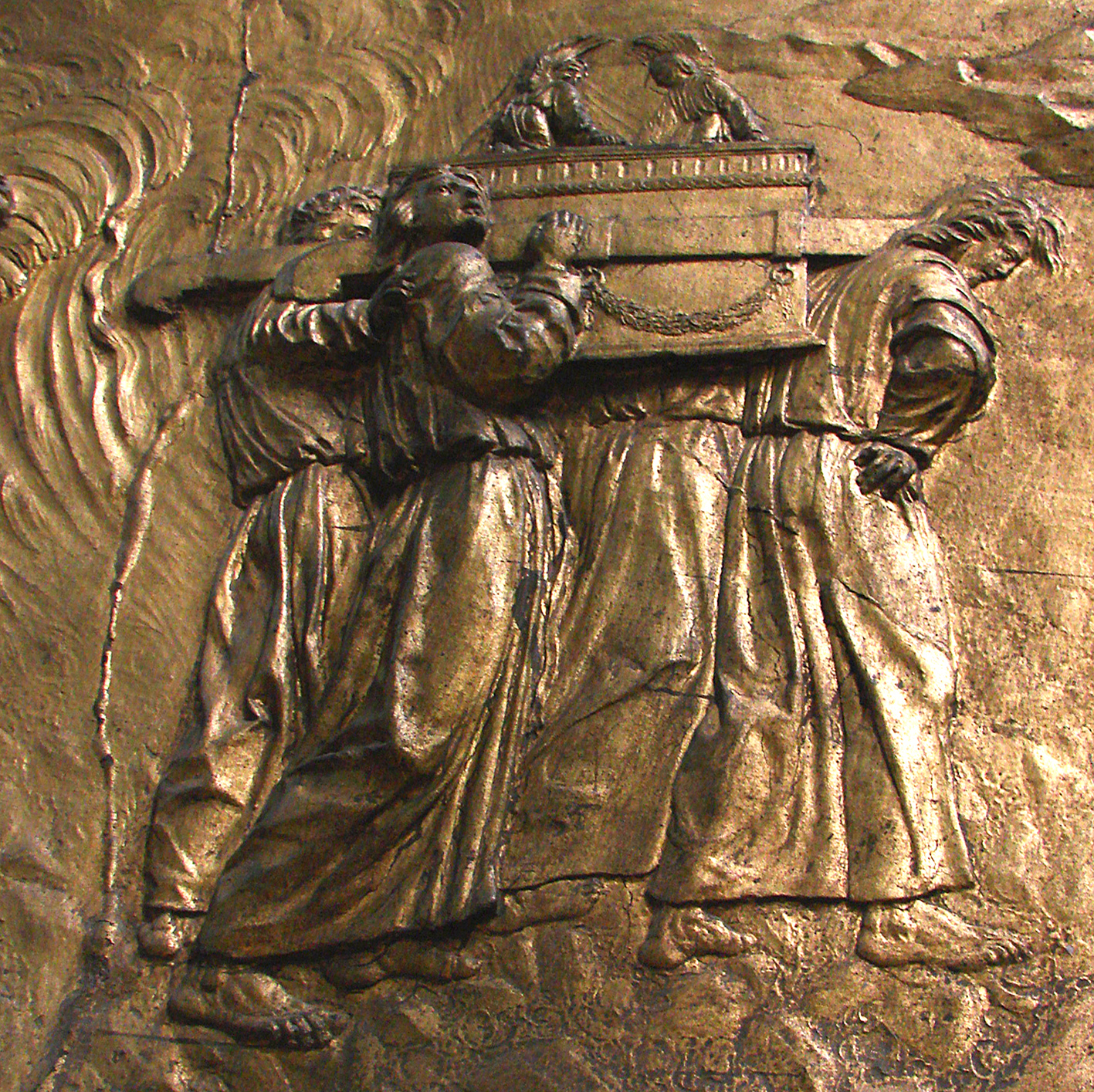
フランス南西部オーシュにあるサント・マリー大聖堂のレリーフに彫られた契約の箱

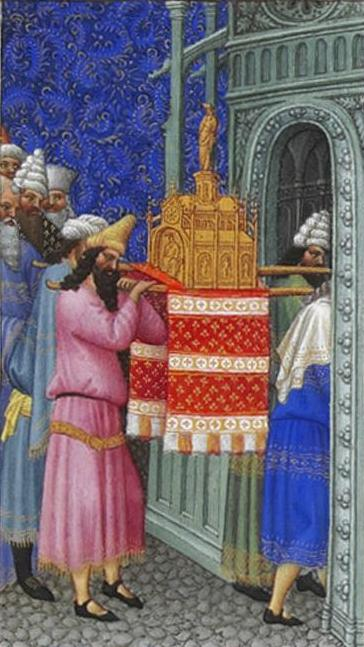
豪華装飾写本『ベリー公のいとも豪華なる時祷書』に描かれた契約の箱

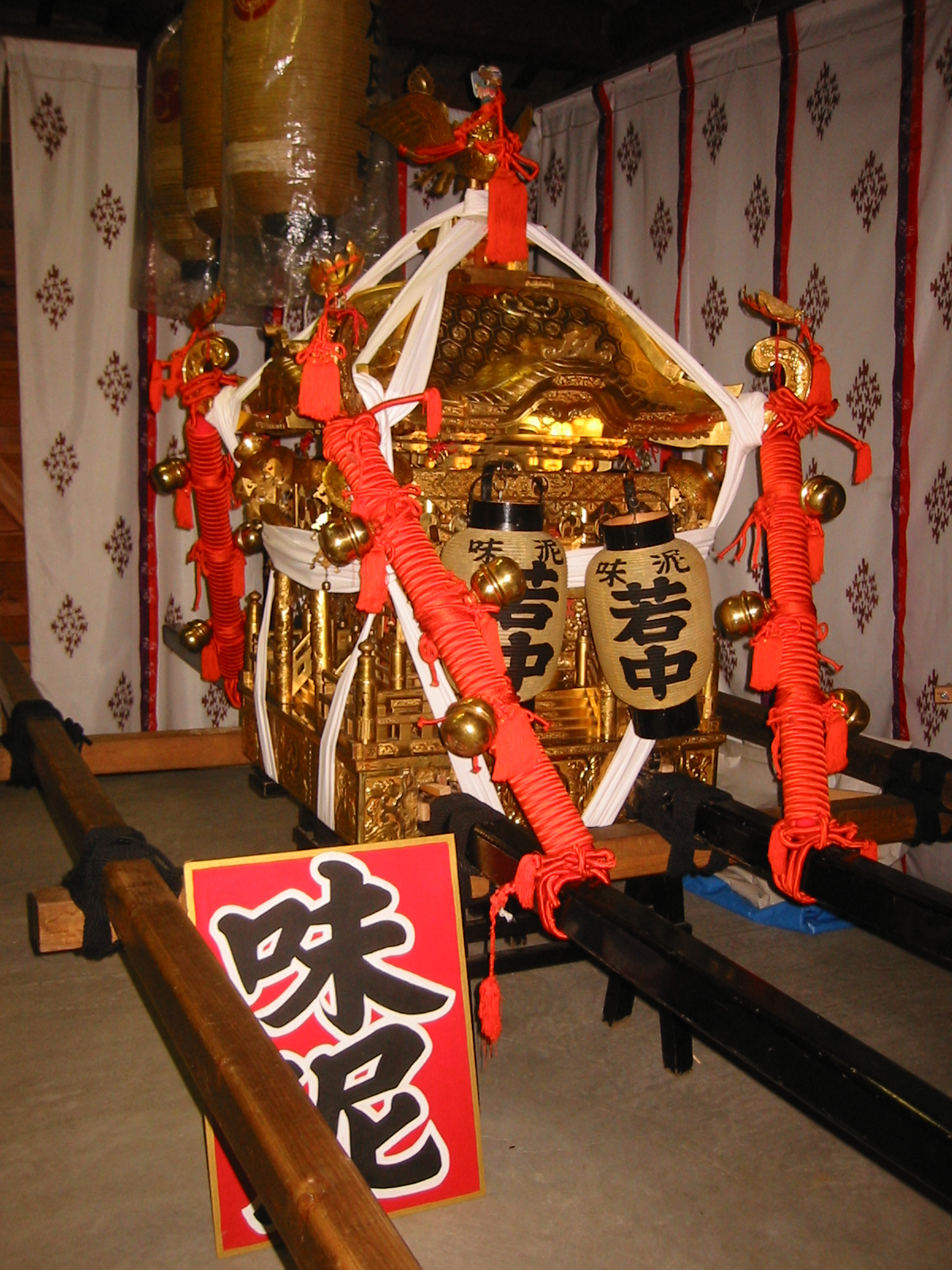
敏馬神社の神輿（兵庫県神戸市灘区岩屋中町）

- 古代ユダヤの聖櫃（アーク）と日本の神輿（みこし）は、良く似ている。

ヘブライの秘宝、「契約の聖櫃（アーク）」は、現在に至るまで行方不明であるため、「失われたアーク伝説」として、広く公式に知られている。アーク（聖櫃）とはモーセが神から授かった「十戒石板」（モーセの十戒）を保管するための箱で、全体に黄金が貼られており、『旧約聖書』の『出エジプト記』には、そのアークの作り方が克明に記されているのだが、その記載を見る限り、日本の神輿（みこし）にそっくりである。
アークの上部には2つのケルビムの像が羽を広げて向かいあっているが、日本の神輿も金で覆われていて、神輿の上には鳳凰（ほうおう）と言われる鳥が作られており、大きく羽を広げている。アークの下部には2本の棒が貫通しており、移動するときには、レビ族が肩にかつぎ、鐘や太鼓をならして騒ぎ立てた。しかも、かつぐための2本の棒は絶対に、アークから抜いてはならなかったように、神輿の棒も抜かれることはない。祭りが終わった後も、棒を差し込んだまま保管されているのである。このように、日本の神輿と聖櫃（アーク）との類似性は高い。
その他
- 日本の神道の天地創造においては、三位一体の唯一神信仰（唯一神教）であったことが複数の神道研究家[誰?]により明らかにされているが、この三位一体信仰は、キリスト教における三位一体（ヤハウェ・イエス・聖霊）の位置と極めて似ている。なお天之御中主神は創作された神とする説もある。
- 伊勢神宮の奉納太鼓のことを「シオン太鼓」と言うが、読み方だけが伝承され由来が不明となっており、シオンに由来している可能性がある。なお、近年は「神恩太鼓」と呼称されているが、これは当て字である。
- ユダヤ人は現在でも13歳の男子に、成人を迎える儀式、“バル・ミツバ”を行なうことで有名だが、日本人も昔、13歳の男子に成人を迎える儀式、元服式を行なっていた。
- ユダヤ人は食事の前、トイレのあと、教会堂の入り口で手を洗うなどの習慣がある。日本人も神社を詣でる前には、必ず入り口で禊として手を洗う。ユダヤ人は日本人と同じように、まず体を洗ってから風呂に入る。ユダヤ人以外の西欧人はバスタブの中で体を洗う。しかし日本において入浴の習慣が一般化したのは極々近代のことであるという説があるが全くのデタラメで、山河が多い火山国の日本では12000年〜2万年以上前から入浴習慣があり、風呂は16500年前の世界最古の縄文土器が作られた辺りからの習慣で日本が一番古い。
- 『レビ記』23:33〜では、7月15日は収穫祭ないし仮庵の祭とされる。ただし、『列王記』12:32では北王国では8月15日を祭の日にしたとされている。これに対して日本では、7月15日 (旧暦)は祖霊祭（たままつり）ないしお盆であり、8月15日 (旧暦)は十五夜である。

### 修験道

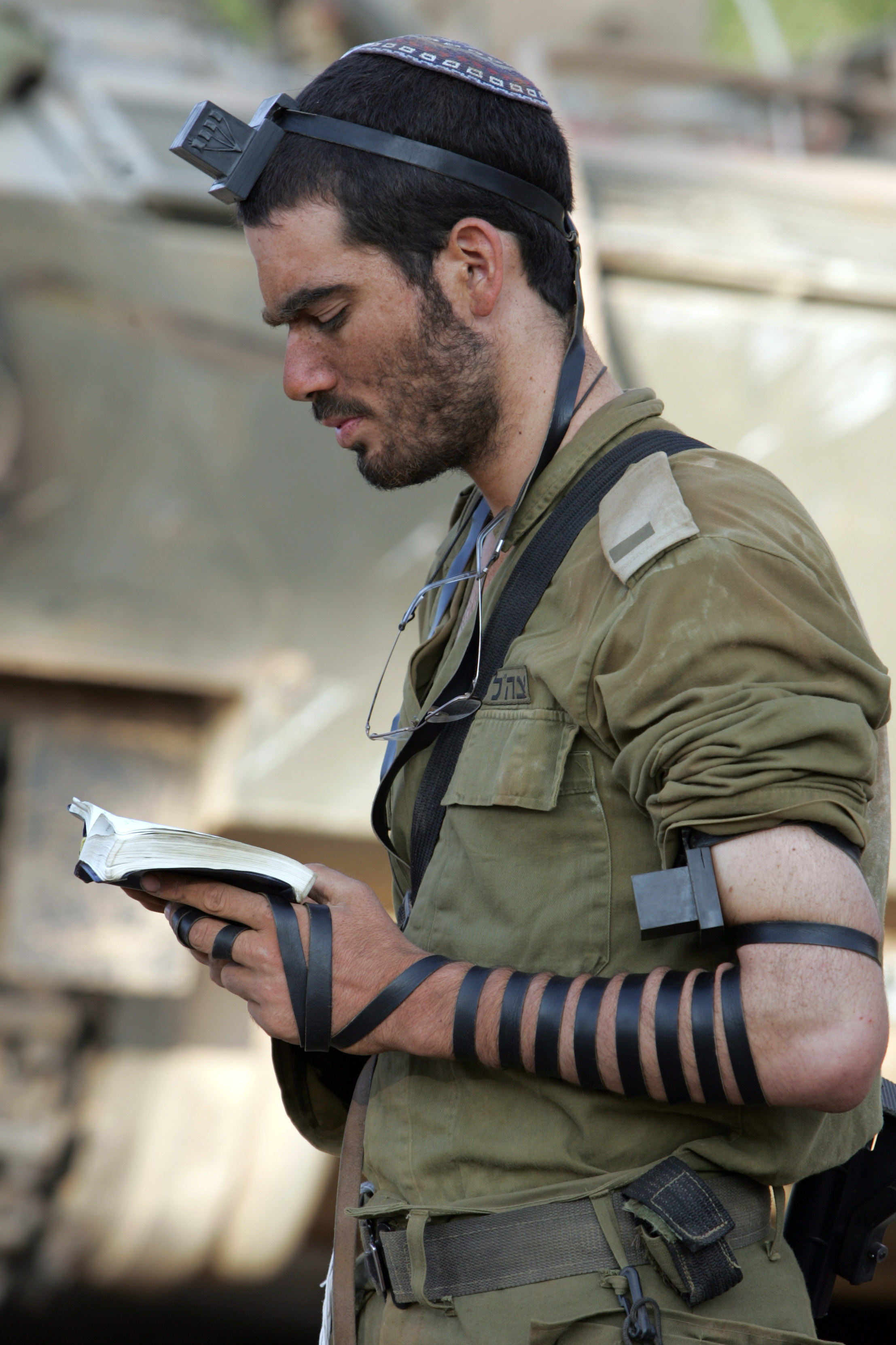
テフィリンを身に付けて祈りをするユダヤ人兵士

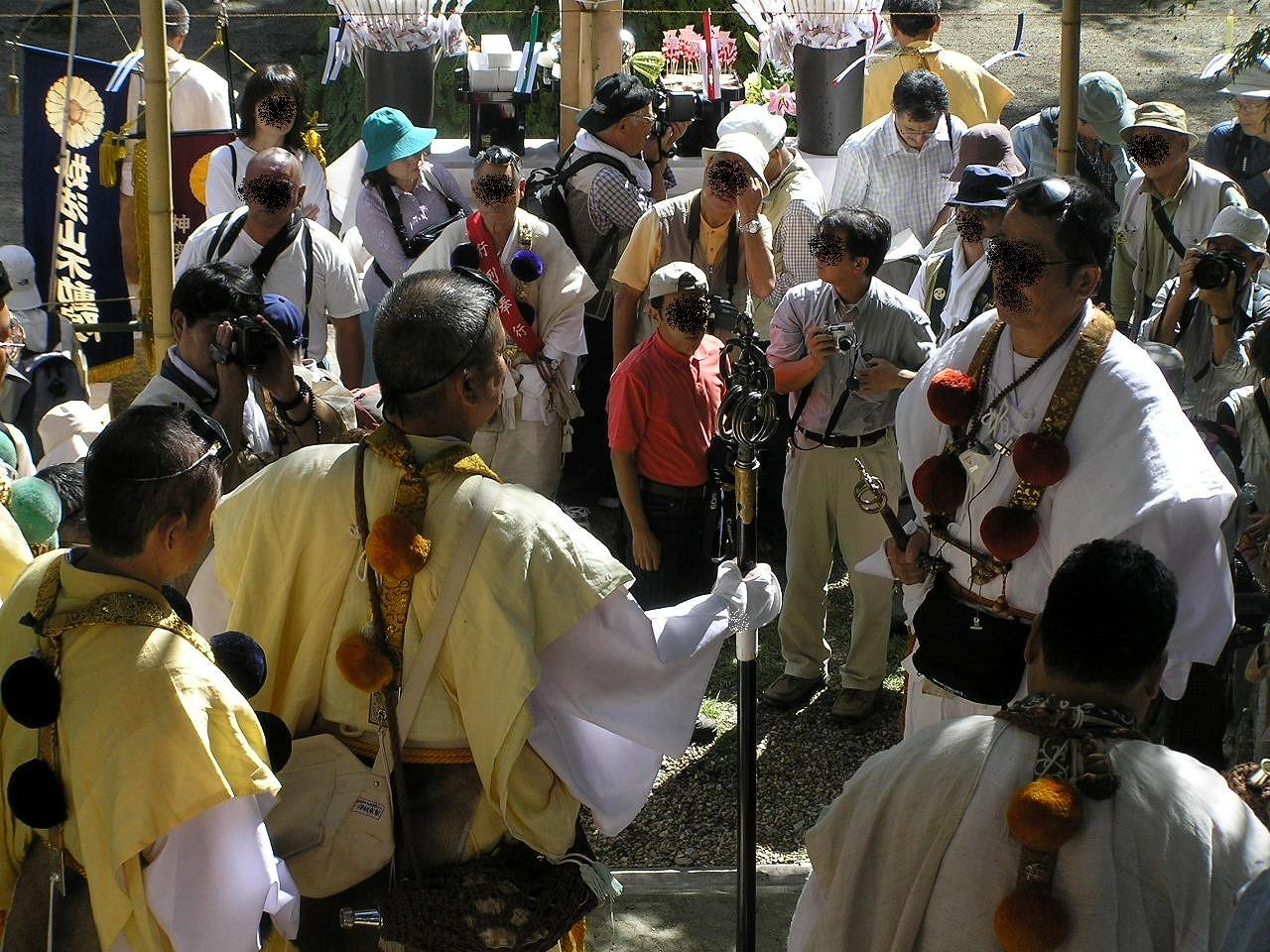
伽耶院採燈大護摩供での山伏問答の様子（兵庫県三木市）

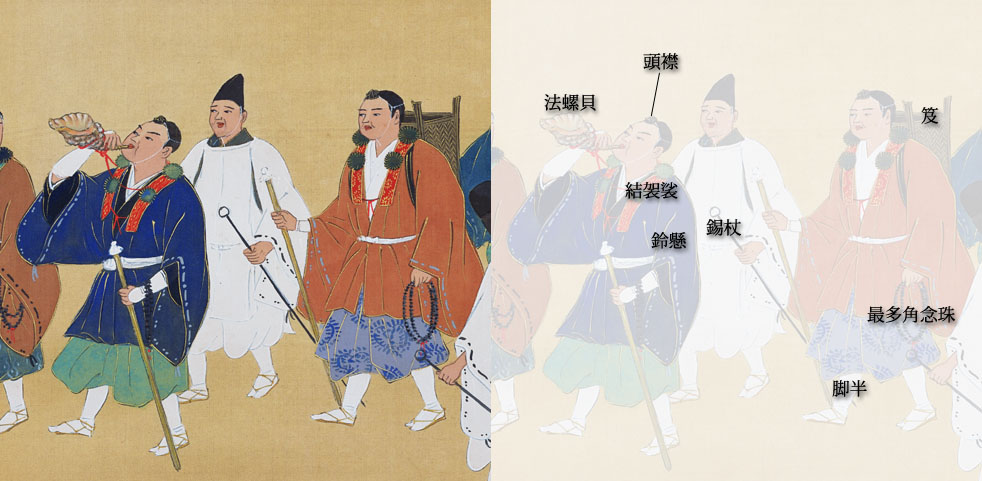
山岳修行者の出で立ち（都年中行事画帖〈1928年〉）

- ユダヤ教徒は祈りの際に黒い小箱（ヒラクティリー、en:Phylactery、別名、テフィリン、en:Tefillin）を額に結びつけ羊の角笛ショーファールを吹くが、山伏も黒い小箱（頭襟）を額に結びつけ角笛に似た形の法螺貝を吹く点で、非常に類似している。このような類似性は、世界中のどの民族、宗教にも見られず、ただ、ユダヤ教徒と日本の山伏との間にのみ、存在する。
- 山の神といわれる天狗の像は兜巾をつけてしばしば虎の巻を持ちそれを修行者に授けるといわれるが、イスラエルの民はシナイ山でヤハウエからトーラー（モーセの十戒が刻まれた石板）を授かった。
- 古代ヘブライの祭睚レビ族は、みな白い服装をしていた。非常にゆったりとした和服のような服で、そで口には「リンネ」と呼ばれる房が4つ付いていた。ヒラクティリーを使用していた。彼らの姿は、まさしく神道の神官や修験道の山伏のような姿をしていたのである。
- ユダヤ人が羊の角から作る笛ショーファーと山伏の吹く法螺貝は、音色が似ている。日本では羊の角が入手出来なかったので、似た音の出る法螺貝で代用したという説がある。
- 四国の徳島県の修験道の聖地にして、霊山である「剣山」には、ソロモンの秘宝が隠されているという根強い噂があり、一時、発掘隊が組織された時期もあった。この剣山では毎年、「神輿祭り」が行なわれるが、その日は、明治以降の「祇園祭[注 6]」の前祭と同じ、7月17日（グレゴリオ暦）である。なお、ノアの箱舟はユダヤ暦（太陰太陽暦）7月17日[注 7]にアララト山に漂着された日とされている。7月17日はユダヤ暦の半日祝日となっている。

### 沖縄
- ユダヤ人は過越の祭り（ペサハ）を行う。イスラエルの民が奴隷状態にあったエジプトから脱出するにあたり、これを助けるため殺戮の天使がエジプト人の家々の長男を殺してまわるという事件があった。その際、イスラエルの民は羊の血をヒソプという植物の束につけて家などの門口に塗ってイスラエル人の目印として天使をやり過ごして避けた。その後この羊を焼いて食べたとされる（『出エジプト記』12:22）。過越の祭はこれを祝うものである。これに対して特に琉球では看過という風習がある（『沖縄大百科事典』沖縄タイムス社）。なお、琉球の墓は横穴式で白く塗られ（亀甲墓中国と同形式）、ユダヤ式の墓（マタイ23:27）に似ているとされる。

### 秦氏
秦氏は第15代応神天皇のときに、大陸から渡来して、この時10万（19万ともいわれている・諸説あり）もの人々が日本に帰化したと伝えられている。その一部は大和の葛城に、多くは山城に住んだのだが、雄略天皇（5世紀半ば）の時に、京都の太秦（ウズマサ）の地に定住するようになったという。
秦氏は非常に有力な一族で、794年の平安京は秦氏の力によって事実上作られ、仁徳天皇陵のような超巨大古墳建築にも秦氏の力があった。
- 佐伯好郎は1908年（明治41年）1月に『地理歴史 百号』（主宰 喜田貞吉）論文「太秦（禹豆麻佐）を論ず」で秦氏は景教（キリスト教のネストリウス派）徒のユダヤ人であると考察した。その内容は、「大闢大主」は、中国の景教の経典においてはダビデの意味であり、秦氏の建立した神社である大避神社（大酒神社）と、また景教の寺は「大秦寺[23]」で太秦と関係があるといったものである。
- 1953年のある晩、歴史家の服部之総が既に80歳を超えていた佐伯好郎と酒を飲んでいて、佐伯に景教碑文研究を始めた動機を聞いたところ、佐伯は1905年頃に北海道開発計画を思い立ち、「ユダヤ人の大資本を導入してやろう。それには、ユダヤ人の注意を日本に向けさせる必要がある」「ユダヤ資本を日本に導入する志をたてて、そのために打った第一手が大秦氏＝猶太人の着想であった」と告白したとされる[24]。
- 秦氏の本拠地にある八坂神社の祇園信仰にも、古代ヘブライの信仰と類似している点がある。八坂神社や伊勢神宮の周辺などに、「蘇民将来」という伝承にまつわる護符があるが、ここにもダビデの紋章が出てくる。また、Yashashkar（ヤ シャッシュカル）とは10支族の一つイッサカル族(Issacar,יִשָּׂשׁכָר)のアラム語における呼び名である。
宮沢正典は著作『増補ユダヤ人論考-日本における論議の追跡』（新泉社 1982年）64-65ページで「うづ・まさ」はアラム語・セム語のイシュ・マシャであり、イエス・メシアを表す言葉であるとした[25]。
- 太秦にある秦氏の神社である蚕の社には三位一体神を意味する三柱鳥居という変わった鳥居があり、アメノミナカヌシ神をその祭神としていたが、元伊勢である「眥（籠）神社」に伝わる海部氏勘注系図（国宝）によれば、日本の天地創造の三造化神の筆頭である天御中主神（アメノミナカヌシ神）は、伊勢神宮外宮の祭神、豊受大神のことであると明記されている。ただし勘注系図そのものが偽作の可能性もある。
- 秦氏は弓月の君(ゆづきのきみ・ゆみつきのきみ)と呼ばれていたとされる。弓とは英語でアーク、弓に矢を通した形状は三日月に似ている。月と関係している何かを持っていたのではないか、弓矢などの武器を扱っていたのではないか、と推測出来ないことも無い。

### 留意点（秦氏）
日本とイスラエルの類似点については、ユダヤ系キリスト教徒ともいわれる秦氏（秦一族）の活動が影響している部分があるとの指摘がある。ケン・ジョセフ『日本・ユダヤ封印の古代史2仏教・景教編』徳間書店 では以下のように述べられている。

秦氏は、もともとは、景教徒の拠点であった中央アジアの弓月国に住んでいた。彼らは景教（ネストリウス派キリスト教）を信仰し、アッシリア以降の中東の共通言語であるアラム語を話していたとされる。彼らはユダヤ人と同様に養蚕や絹織物技術にすぐれていたとされる。弓月国には、ヤマトゥという地や、ハン・テングリ山という山があった（「テングリ」はキルギス等の中央アジアの言葉で「神」という意味とされる）。
秦氏は、中国での万里の長城建設の労役を逃れるため、西暦（紀元後）360年頃から数回にわたって日本に渡来した。5世紀末には渡来者は2万人程になったという。5世紀末、秦酒公は日本酒技術を発展させ、また養蚕で成果を挙げてウズマサの称号を得たとされている。秦氏は絹技術や西方知識を持っていたため天皇の保護を受け、天皇に仕え、絹事業（ハタ織り）で財をなし豪族となった。皇極天皇（642〜645）に関する日本書紀（720年成立）には、ウズマサ（アラム語でのイシュマシァ（Ish Mashiach、インド北部ではユズマサに由来するといわれる）また、ヘブライ語ではヨシュア・メシア：選ばれた者ヨシュア、ギリシャ語ではイエス・キリスト）を信仰する豪族として秦河勝という人物が登場する。748年、秦大酒は大蔵長官となり朝廷の財政に関与したといわれる。
秦氏は京都の太秦を本拠地としていた。その一部は大分の宇佐に住み、一説には710年頃に成立したともいわれるヤハダ神（YHWDH：ユダ／ユダヤ）を信仰し八幡神社を創設した。Yahawada (יְהוּדָה)とはアラム語で失われた支族のユダ族を意味する。八幡神社は749年頃に急に勢力を持ち始め、奈良に上京し、このときはじめて神輿をもたらした。これが神輿の起源で、八幡神社は全国に広まったという。

ユダ族のスケッチ

秦氏は平安京の造成に尽くしたとの説がある。仏教勢力から逃れるため794年平安京遷都が行われ、その直後に京都で祇園祭が始まった。また、秦公伊呂具は稲荷神社（イナリ：JNRI/INRI：ユダヤの王・ナザレの・イシュ（イエス）：当時の支配者ローマの公用語ラテン語でのキリストの別称）を創建したとされる。元伊勢には秦氏の関与するものが多く、伊勢神宮の遷宮に関与したとの説がある。松尾大社は秦都理が創建したといわれる。京都の下鴨神社は秦一族の族長を記念して建てられたという説があり、皇室の儀式を多数執り行った。景教はユダヤ教に近いとされるがキリスト教である。このことから秦一族は南王国に由来するユダヤ人との見方が有力である（ただし、秦一族には舟の家紋を持つものが多く、十支族のゼブルン族が舟の紋章を持つこととの関係も指摘されている）。ウズマサ明神を祀る京都太秦の大酒神社は古くは大辟神社といい、大辟は中国ではダヴィといいダビデを意味するとされる。また、秦河勝が弓月から持って来たという胡王面（異国の王の面）はユダヤ人あるいは天狗のように鼻が高い。
なお、神社神道の起源に関して、そもそも神社の創建は仏教の寺院に触発されたものと主張する説がある。神社の創建は仏教伝来（538年）以降で、（『神道概説』学生社）最初の本格的仏教寺院は飛鳥寺（596年）といわれる。一方伊勢神宮の創建は674年であるとする説が多数説とされる。しかし神道の信仰形態が仏教(人霊信仰)からどのように派生(影響・触発)したのかは解明されていない。

## ヤマト言葉とヘブライ語の類似
古代においてもキリストはアッシリアの言語であるアラム語を話していたとされるなど、言語と血統は必ずしも一致しないが、以下のような主張がある。
日本語の単語と他言語の単語との類似は、朝鮮語、ベトナム語等の多くの言語について報告されていて、日本語とヘブライ語の単語は格別に類似しているわけではない（澤田洋太郎『日本語形成の謎に迫る』）が、朝鮮語はもともと呉、漢、隋、唐などの漢字文化圏の影響を受けている言葉で、日本語の音読みに相当するものは漢語由来の言葉を表している。歴史上古代の日本と中国王朝、朝鮮半島の国々とは交易があった為、日本語と中国語と朝鮮語の単語に似ている点があっても不思議ではない(音読みを参照)。しかし、日本語とヘブライ語に共通する言葉は大和言葉にみられるような訓読み、すなわち和語にみられ、話し言葉に関連しているという主張が見られる(訓読みを参照)と学会会員の原田実は「語呂合わせの域を出ない」としている。民間語源を参照。

### アイデルバーグの解釈
イスラエルのユダヤ人言語学者ヨセフ・アイデルバーグ『大和民族はユダヤ人だった』（たま出版 1984年（昭和59年））は、以下のような例を提示した。
- ひらがな・カタカナとヘブライ文字の類似を指摘した。（ただし、ひらがな・カタカナは9世紀ころに成立したとされる）
- 日本語の中にヘブライ語に類似した単語が混在していることも指摘した。「私は14年の歳月をかけて世界各地の言語を調べあげた。世界には中南米のマヤ人をはじめ、いくつも“失われたイスラエル10支族”の候補となる民族がいるのだが、日本語のようにヘブライ語起源の言葉を多数持つところはなかった。一般に日本語はどの言語にも関連がないため、“孤立した言語”とされているが、ヘブライ語と類似した単語がゆうに3000語を超えて存在している。」としている。
- 天皇の古名である「スメラ・ミコト」は古代ヘブライ語アラム方言で「サマリアの大王」を意味し、初代神武天皇の和風諡号である「カム・ヤマト・イワレ・ビコ・スメラ・ミコト」は「サマリアの大王・神のヘブライ民族の高尚な創設者」という意味になっているという（「サマリア」とは古代の北イスラエル王国の首都）。なお日本語として直訳すると神（接頭語）+倭（大和国・奈良県の旧国名）+伊波礼（磐余・奈良県の地名）+毘古（彦・男子）であり、これは神武東征を成し遂げ大和の地で日本を建国した若御毛沼命（若々しい食物の主の神・神武天皇の生前の御名）に贈られた諱号である。
- 『日本固有文明の謎はユダヤで解ける』ではアイデルバーグは(ヨッド＝Y、アイン＝a' とした。)

カムヤマトイワレビコスメラミコト（初代神武天皇の和風諡号）
QMW・YMthW・a'VRY・VKWR・shWMRWN・MLKWthW
＝創設者・ヤハウェの民・ヘブル人・高尚な・サマリアの・王
ただし、同じ本で、ジェフ・メルニックによる
ビコ＝VQWR＝渡来した との解釈も示されている。
また、アイデルバーグの『日本書紀と日本語のユダヤ起源』では、ヤマト＝ YH AMWthW との解釈が示されている。
- 『日本書紀と日本語のユダヤ起源』や『日本固有文明の謎はユダヤで解ける』によると、アイデルバーグは、天岩屋戸の前でコヤネが唱えたといわれる祝詞（ヒイフウミイ…）について、以下のような解釈を示した。（ヨッド＝Y、アイン＝a'の書き換え法に基づく）

ヒイフウミイヨウイツムウナナヤアココノトウ
（神道の石上鎮魂法の「ひふみの祓詞」では、「ひふみよいむなやこともちろらねしき…」）
H・YpfH・MY・YtsYAH・MH・Na'NH・YQNH・thVWA
その・美しい（人）・誰？・出す・何？・答える・連れ出す・（彼女は）来る
（その美しい人を誰が出すのか？ 彼女を連れ出し、彼女が来るために、どのように答えるのか？）

### 川守田の解釈
川守田英二は『日本言語考古学』や『日本ヘブル詩歌の研究』で以下のような例を提示した（川守田は、ヨッド[yod](י)＝I、アイン[ayin](ע)＝Y、シン[shin](ש)＝S という置き換え法を採っており、以下はこれによる）。
| アッパレ     | APPR       | 栄誉を誇る                            |
| アラ・マー   | YL・MH     | どうした理由・何？                    |
| アナタ       | ANT        | 貴方                                  |
| アナニヤシ   | YNNI・ISY  | ヤハウェは応えた・救護をもって        |
| アノー       | AYNH       | 私に応答させてください                |
| アリガトウ   | ALI・GD    | 私に（とって）・幸運です              |
| オイ         | AWI        | 泣く                                  |
| オニ         | YNI        | 私を苦しめるもの                      |
| オハリ       | AHR        | 終端                                  |
| オヤ         | AWIH       | 禍いなるかな                          |
| グル         | GWR        | 団結する                              |
| グル         | GWL        | 回る                                  |
| コラ         | KRA        | 自制せよ                              |
| サヨウナラ   | SYIR・NYRH | サーイル・ニアラー 悪魔は追い払われた |
| サラバ       | SLMH       | シャロマー 平安あれ                   |
| スケベー     | SKBH       | 肉欲的に寝る                          |
| ソーラ（ン） | SWR        | 注目せよ（「敵」も同じ綴り）          |
| ダマレ       | DM・ALI    | 沈黙を守れ・私に（対して）            |
| ドシン       | DSN        | 肥満                                  |
| ノコッタ     | NKIT       | 征服した                              |
| ハッケ・ヨイ | HKH・IHI   | 投げうて・よろしく                    |
| ハイ         | HIH        | 生きている／居ます                    |
| ヒリ         | HIL        | 痛みを感じる                          |
| マズ         | MH・ZH     | 何？・これは                          |
| ヨイショ     | IH・ISY    | ヤハウェは・助ける                    |
| ワル         | YWL        | 凶悪な者                              |

伊勢音頭
| ヤートコセ・ヨーイヤナ | IH・TQY・SWR・IHWI・IkhNN | ヤハウェは・投げた・敵を・ヤハウェは在る・憐れみ深く |
| コノナンデモセ         | KWNNH・NGID・MSH          | 樹てた・指導者（祭司）・モーセを                     |

最上川音頭
| ヨイコラマカセ     | IpfI・QHL・MkhH・SWR  | 栄光の・民は・清掃した・敵を           |
| エンヤラマカショ   | AWN・IHL・MkhH・SAR   | イワレヒコの・人格は・清掃した・残徒を |
| ドスゴイ           | DWS・GWI              | 踏み落とせ・異教徒を                   |
| エンヤコラマカショ | ANI・AQRAH・MkhH・SAR | 私は・布告す・清掃せよ・残徒を         |

よさこい節
| サコイ | ISR・khWI | 懲らしめよ・蝦夷（カイ）（エブス:エルサレムの先住民）を |

東北民謡ナニャドヤラ
| ドッコイセー | DKA・khWI・SWR | 粉砕せよ・蝦夷（カイ）（エブス）・敵を |

これらの語は、千年以上変化を続けて現在の語形になったものなので、ヘブライ語との比較は語呂合わせの域を脱していない。民間語源を参照。

### リンドバーグの解釈
サミュエル・A・リンドバーグ
- 天皇の古称である「ミカド（帝）」はヘブライ語に訳すと「ガド族出身の者」という意味に当たるとして、天皇はガド族の子孫と主張した。ガド族の始祖であるガドの長男の名前は「ニェポン（ニッポン/英語ではジェッポン）」であったという主張もあるが、英語版聖書での表記は Ezbon であり、ジェッポンとする主張の根拠は不明である（「日本」の読み方については、呉音読みニッポンや漢音読みジッポンに由来するという説が有力である）。（ミカドについては、ミ・ガドー：MY・GDWL：「偉大な者」とする説もある）

### その他のヤマト言葉のヘブライ語解釈

京都市略章

- 久保有政の著書によれば、

川守田は、ワッショイ ＝ ヴァー・イェシュ・イャー（VA・Ysha'・YH） 来る・救い・ヤハウェ と解したとされている。

久保の著書によれば、エッサ は 持ち運べ の意味だとされているが、久保の別の共著『日本固有文明…』では、エッサ ＝ AshA 持ち上げるぞ の意味ともされている。
- 祇園祭の掛け声

エンヤラヤー ＝ ANY・AHLL・YH 私は・賛美する・ヤーウェを とする解説が多い。

### 民間語源
- 平安京に遷都した桓武天皇は、古代ヘブライの燔祭（はんさい）の儀式を行なっていた。平安京のマークは、あのダビデの紋章と言われ、現在の京都市の市章は、その平安京のマークを図案化したものだと指摘されている。平安京をヘブライ語になおすと「エル・シャローム」、すなわち、ヘブライの聖地「エル・サレム」である。名称の類似だけでなく、聖地エルサレムの「城塞」は12の門を持つなど、構造が平安京と、よく似ていることが指摘されている。中国の見解では、平安京は中国の洛陽を建設のモデルにしたとしている。

平安京は、ヘブライ語でエル・シャローム（平安の都）となり、古代イスラエルの都エルサレムと同じである。平安京は、天皇の住まう都だが、エルサレムも別名で、「ダビデの町」と呼ばれていた。
- 「東方の日出づる国」は古代より、ヘブライの民にとって、「天国」を意味している。約束の大地カナンは、「カヌ・ナー」の転聲としてヘブライ語で読むとき、「葦の原」を意味する。「東方の日出づる国」は、ヘブライ語で「ミズホラ」と呼ぶので、日本の古名である「豊葦原（トヨアシハラ）ミズホの国」の意味が判明すると指摘する研究家もいる。更に大和朝廷の「ヤマト」は、ヘブライ語アラム方言では「ヤ・ウマト」と分解され、「神の民」という意味になるという。

## その他の論点

### 聖書の関連記述
- イザヤ書11:11〜「その日が来れば、主は再び御手を下して御自分の民の残りの者を買い戻される。彼らはアッシリア、エジプト、上エジプト、クシュ、エラム、シンアル、ハマト、海沿いの国々などに残されていた者である。主は諸国の民に向かって旗印を掲げ地の四方の果てからイスラエルの追放されていた者を引き寄せユダの散らされていた者を集められる。」
- イザヤ書11.12では、十部族を「イスラエルの追いやられた者たち」と呼んでいるが、この「追いやられた者」とは、「割礼なき者」を意味する言葉でもある。この預言を十部族に適用するなら、歴史的、伝統的に割礼の習慣を持つ民族は、十部族の候補から自動的に除外される。
- イザヤ書24:14〜「彼らは声をあげ、主の威光を喜び歌い海から叫び声をあげる。それゆえ、あなたたちは東の地でも主を尊び、海の島々でも、イスラエルの神、主の御名を尊べ。地の果てから、歌声が聞こえる。「主に従う人に誉れあれ」と。」
- イザヤ書43:1〜「ヤコブよ、あなたを創造された主は、イスラエルよ、あなたを造られた主は、今、こう言われる。恐れるな、わたしはあなたを贖う。あなたはわたしのもの。わたしはあなたの名を呼ぶ。…恐れるな、わたしはあなたと共にいる。わたしは東からあなたの子孫を連れ帰り西からあなたを集める。北に向かっては、行かせよ、と、南に向かっては、引き止めるな、と言う。わたしの息子たちを遠くから娘たちを地の果てから連れ帰れ、と言う。彼らは皆、わたしの名によって呼ばれる者。わたしの栄光のために創造し形づくり、完成した者。」
- イザヤ書41：1、42：4、51:16、59の21
- エレミヤ書16:13〜「わたしは、お前たちをこの地から、お前たちも先祖も知らなかった地へ追放する。お前たちはそのところで昼も夜も他の神々に仕えるがよい。……わたしは彼らを、わたしがその先祖に与えた土地に帰らせる。」とあり、これを十部族に適用すると、地中海世界やアラブや中央アジアやインド以外の地に住み、ヤハウェ以外の神を信仰していることとなる。
- ホセア書2:1〜「イスラエルの人々は…彼らは「あなたたちは、わが民でない者」と言われるかわりに「生ける神の子ら」と言われるようになる。ユダの人々とイスラエルの人々はひとつに集められ一人の頭を立ててその地から上って来る。」
- ヤコブの7男であるガドの第4子がエッポンないしエツボン（AtsVN）といい（創世記46:16）これが日本の語源と主張される場合がある。（民数記26:16ではオズニとされる）
- ベニヤミンの長男であるベラの長男もエッポンないしエツボン（AtsVWN）という（歴代誌I 7：7）。
- モーセの妻ツィポラ/チッポラ（tspfRH）の名の原意は「日の本」であるとする主張もある（tspfR：朝/警笛を鳴らす）。
- エフライム族は「w:Shibboleth」（シボレテ）という語を発音出来なかったとされる。ギレアドの民はエフライム族と戦い、勝利を目前としていた。残ったエフライム族はヨルダン川を渡って自分たちの領地に引き返そうとした。ギレアド人は、エフライム族の難民を見分けて殺す為の暗号としてShibbolethを用いた。4万2000人のエフライム族が殺された。(士師記12:5-6)

### 日本人とユダヤ人のY染色体

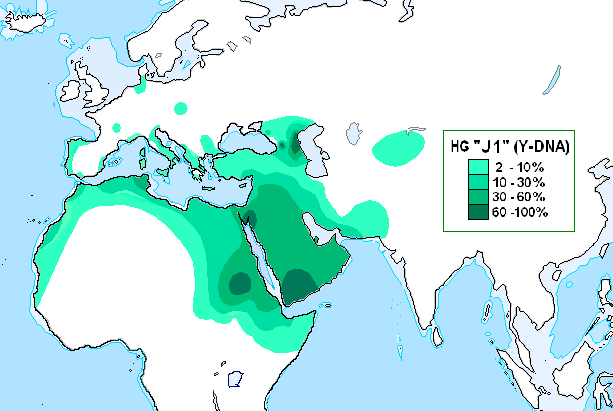
ハプログループJ1

Y染色体のDNA塩基配列の国際的分類法（YCC2002）によるAからRまでの18種の大分類（Y染色体ハプログループ）のうち、Alu配列と呼ばれる約300個の特定の塩基配列（YAP+因子）を持つのはハプログループDとハプログループEのみであり、現代の遺伝学ではD系統とE系統はおよそ6万年前にハプログループDEから分化した近縁同祖のグループとされる。ただし「6万年前」というのは、あくまで長大な時間を主張する進化論に合わせた分子時計説による推定値である。
そのうち、ハプログループDが相当な頻度で存在するのは日本とチベットのみである（日本で30〜40%、アイヌと沖縄ではさらに頻度が高く、チベットでは約30〜50%）。中国や朝鮮半島などでは、Dはほとんどみられない。古代イスラエル人の末裔とされ中国四川省に住むチベット系のチャン族（チャン・ミン族　羌族）はDを約23％持っている。
他方、Eグループが相当な頻度で存在するのはアフリカ大陸であり、その他に地中海沿いの中東からイタリア南端に低頻度見られるのみである。つまり、Y染色体にAlu配列（YAP+因子）を持つ者が一定頻度で存在する地域は、アフリカと地中海沿いの中東からイタリア南端にかけてとチベットと日本のみであり、日本人のY染色体の30〜40%については、DNA塩基配列が近縁関係にあるものは周辺国等にほとんどなく、チベットやアンダマン諸島、アフリカ、中東のY染色体と近縁関係にある。なお北アフリカでのEグループの存在率は約75%、エチオピアのユダヤ人とされる集団でのEグループの存在率は約50%とされている。また、Eグループの中でも特にE1b1bは、ヘブライ語、アラビア語、エジプト語などを含むアフロ・アジア語族に関連するとされている。
　現代ユダヤ人におけるY染色体ハプログループはDoron M. Behar博士の研究では、次のような割合とされている。
　スファラディ・ユダヤ人（欧州系）
　　Ｊ（28％）、Ｅ（19％）、Ｒ（33％）、他（20％）
　アシュケナージ・ユダヤ人（欧州系）　
　　Ｊ（38％）、Ｅ（20％）、Ｒ（19％）、他（23％）
　両者ともに、Eが20％程度と高頻度であることがわかる。Rは、ヨーロッパ人との混血で入ったものといわれている。Jが多いことや、コハニム（祭司系）にJが特長的であることから、Jが古代ユダヤ人の固有ハプログループではないかという議論もある。だが、サマリア（古代のイスラエル北王国）に今もいるレビ族祭司（男系を保ってきた）はEである。
　イスラエルの父祖ヤコブの時代にはY染色体ハプログループは単一だったと思われるが、モーセの出エジプト後のイスラエル人は複数のハプログループを持つようになった。出エジプトの際には「多くの外国人」（出エジプト記12:38）も入り混じってきたからである。モーセは彼ら「在留異国人」を愛するよう教え、「主の前での平等」を説いたので、彼ら異国人もイスラエルの律法を守るならイスラエルに帰化し、イスラエル人になることができた。
　こうして出エジプト後のイスラエル人は、複数のハプログループを持つようになった。E（あるいは分岐前のハプログループDE)は、その頃ないしそれ以前からのイスラエル人のハプログループだったろう。

　実際、今もシルクロード各地にいる古代イスラエル北王国10部族の末裔（アフガニスタン、パキスタン、中央アジア等いる）にはEが多く、Jはあまりみられない。またサマリヤの祭司がEであり、古代イスラエルの末裔とされるチャン族にもDが多いことから、DとE（あるいは分岐前のハプログループDE)は、古代イスラエル人の重要なハプログループだったに違いないと主張する者もいる。

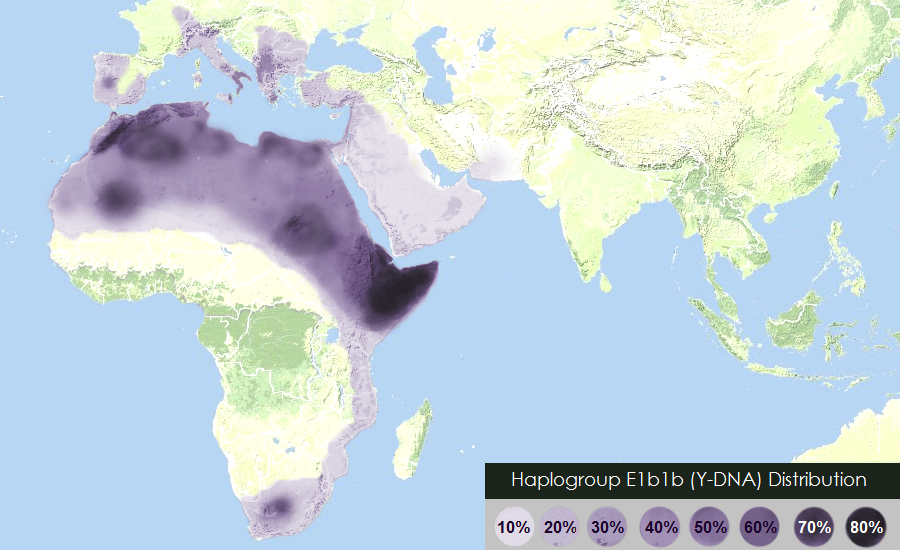
ハプログループE1b1b

### アミシャーブの調査結果
イスラエルの十支族調査機関アミシャーブ（アミシャブ）によると、十支族である可能性があるものとして、以下が挙げられている。
- 西アフリカ
セネガル、ガンビア、シエラレオネ、ナイジェリア
- 南アフリカ
レンバ（ボツワナ）
- 西アジア
パタン人（アフガニスタン、パキスタン）
- 中央／南アジア
カナン人（インド）、カシミール人、チベット
- 東アジア
メナシェ族（ミャンマー）、チアン・ミン族（中国）、日本
- 南米
ブネイ・モーシェ（ペルー）

### 古代史・神話
大和朝廷の起源について、騎馬民族征服王朝説を唱えた江上波夫や古代史研究家の澤田洋太郎は、夫余→高句麗→百済→伽耶→大和という流れを想定し、ヤマトは夫余から出ているとしている。夫余の建国神話によれば、建国者である初代王の名は解夫婁（ヘブル）という。

### その他
- 古代ユダヤ人は金髪や黒人ではなく、黒髪・黒目の褐色の人種で、背は低かった。
- 日本人とユダヤ人の男性Y染色体の大きさは同じであることが、パリ大学の教授によって発見された。これは、他には見られない現象だという[15]。
- 1952年10月14日GHQ総司令部のユダヤ教ラビ、ミルトン・J・ローゼンらが淡路島で発掘作業を行った。文字が書かれた丸石やダビデの星が刻まれた指輪やナフタリ族の紋章の鹿が刻まれた指輪や岩の割れ目を利用した女陰石などが出土している。元駐日大使でラビ族直系のユダヤ教司祭エリ・コーヘンによると、文字は古い書体のヘブライ語で「ガル・コディッシュ」と書かれており意味は「聖なる波」又は「聖なる石山（立石）」だと言う。

## 批判と反論
日ユ同祖論に対する主な批判と、それに対する支持者の反論について、以下に記す。

### 非科学的な人種分類①
批判
- セム族は浅黒い肌が特徴であるが、人類学的にはコーカソイドの一つ[30] であり、モンゴロイドとは遺伝子的にも縁が遠い[31]。

世界の18人類集団の遺伝的近縁関係を23種類の遺伝子の情報をもとに近隣結合法によって推定した結果（国立遺伝学研究所の教授・斎藤成也）。

- 表現型も、セム族で、ユダヤ人と近縁であるアラブ人と、日本人とは異なっている。
- かつてブルーメンバッハは中近東やインドなどに居住する東方コーカソイドを「有色人種」に分類した。それは優生学に基いた人種差別にも関わる言葉であり、キリスト教を主体とする宗教的思想にも端を発しているが、科学的とは言い難く現在の一般的人種分類とは定義の範囲が異なっている。であるのにも関わらず、日ユ同祖論の論者の間では、いまだにかつての悪習を思わせる解釈がなされている。
- セム族、もしくは古代ユダヤ人は「黄色人種(モンゴロイド)」であり、日本人と同族であると解説している事例が多い。それ自体、現代の人種分類から逸脱しているが、その説にはブルーメンバッハの「有色人種」分類の残滓が見え隠れする。
- なお、18世紀後半のその時代、ユダヤ＝キリスト教的文化の伝統に支配されていたヨーロッパでは白人至上主義が絶対であったが、現在、実在したイエスはアラブ人と同様の浅黒い肌であったと考えられている[32]。

反論
- セム語族とモンゴロイドは混血となればアジア系のような風貌となる事は考えられる。実在の姿の証左となっている再現された『イエスの顔』だが、当時の誰とも知れない人物の可能性もある。

### 非科学的な人種分類②
批判
- セム、ハム、ヤペテの三大人種起源説については学説でも何でもなく単なる旧約聖書をベースとした宗教理論もしくは思想でしかなくユダヤーキリスト教の敬虔な信者以外信じるに値せず、この説は単に旧約聖書が書かれた時代の古代オリエント社会の三大人種、つまりセム族（東方コーカソイド）、黒色人種、白色人種という分類を近代のユダヤ-キリスト教系の宗教学者や思想家が無理に現代の三大人種論に分類し黄色人種、黒色人種、白色人種に当てはめただけと考えられる。当時のオリエント社会では日本人、中国人などの黄色人種（モンゴロイド）は見た事もない存在だったのは間違いない。また旧約聖書をベースに唱えられている人類血統論は非科学的であり、カインの系譜がノアの大洪水で滅びているなどかなり痛々しい。

反論
- これは三大人種起源説への批判で日ユ同祖論への批判ではない。セム、ハム、ヤペテは旧約聖書をベースとした古代イスラエル人の視点における人種分類であって、セム族は黄色人種系の先祖とされているものの、セム族は中東文化圏に住んでいなかったモンゴル系民族を先祖とするモンゴロイドではない。また、旧約聖書は、大勢いたイスラエル人の一部が古代オリエント地方を離れ、東アジアへ離散・移住した古代イスラエル人は皆無であったと決定付ける判断材料にはならないことは言うまでも無い。離散した古代イスラエル人は30万人にのぼるとされている。

### 恣意的な論法
批判
- 日ユ同祖論者の論の立て方は極めて恣意的である。
- 例えば、イエスなど古代ユダヤ人を描写する「黒髪、黒眼、褐色の肌、縮れた髪」などを、古代ユダヤ人が日本人の祖先である証拠のように言いまわす例もあるが、「黒髪、黒眼」は黄色人種の他にも、東方コーカソイド、ネグロイド（黒色人種）、ラテン系コーカソイドなど大半の人種・民族に当てはまり、「褐色の肌、縮れた髪」に至っては多くの黄色人種離れした特徴で、多くの東方コーカソイド、多くのネグロイドに強く当てはまる特徴であるにも関わらず、単に、イエスなど古代ユダヤ人が白色人種(ここでは欧米系白人ではないという意味)ではないという証拠のみを強調して使われてしまったりする事が多い。そもそも太平洋地域に広く分布し、縄文人の身体的特徴と似通っているポリネシア種族について無視されていること自体、学説的に不自然である。ユーラシア大陸を横断し、日本に渡る過程で異種族との混血が発生したとするならば、その地域文明との融合もなくてはならないはずであり、生殖的な融合のみ発生し、極東の日本だけにユダヤ文明がたどり着いたという考えは、民俗学的にも不自然極まりない。つまり、日本へ渡る過程のルート、それぞれの地域で、DNA融合があったというのならば、それぞれの地域でユダヤ同祖説が成り立たなくてはならないこととなる。反論として、例えば「全ての日本人がイスラエル支族の末裔と主張しているわけではなく、日本人の一部に支族の末裔がいると考えられるというだけである」というものがあるが、これが成り立つためには、いずれにせよ異種族との混血が全然起こりえなかったようなルートでユダヤ文明がユーラシア大陸を横断してきたと考える他ないが、これもまた不自然である。

反論
- 西安からローマまでシルクロードは約12,000〜13,000kmであり、徒歩で一日にわずか5kmしか移動しなかったとしても8年で移動できる。当時の最強国家であるアッシリアの武器や馬、ラクダなどの移動手段を持てば、10年もあれば（たった一世代のうちに）中東から日本へ移住してくる事は出来るため、混血が発生しなくとも不思議ではない。そして、日本列島内、あるいは経由地において混血が発生して、遺伝子分類において分岐した事も考えられるので不自然では無いと言える。
- そもそもユダヤ人10支族については日本以外の地域にも同祖の可能性のある地域は数多く存在しており、「日本に限定して子孫がいる」という論を展開しているわけではない事への認識が欠落している。(開封のユダヤ人) また、ユダヤ文明の影響は神殿や寺院の入り口に獅子を置くなど、中国においても見られる。
- 身体的類似はその通りであり、「そのためセム語族は白人であるからありえない」という反論の論拠も崩れてしまう矛盾が発生している。そもそも旧約聖書におけるセム、ハム、ヤペテの人種分類とは古代イスラエル人の視点における分類で、エジプト人、シュメール人、アッカド人、カナン人、アラブ人、ヒッタイト、フェニキア人、エラム人、テュルク人、アッシリア人、ギリシャ人、ローマ人や隣接地域にいた民族集団を含まないので、もともと科学的では無い。ポリネシア種族に関しては、DNA分類ではC系統であるとされており、これは中国北部・南部や東南アジアにかけてよく見られるDNAで、日本人に見られるYap因子D系統や中東、オリエント地方に良く見られるE系統に近いものではあるものの、分類上分けられている。

### 不十分な物証
批判
- 天皇家の三種の神器の一つ、八咫鏡の裏にヘブライ文字が刻まれているらしい事を証拠とする意見があるが、実証不可能である。仮にヘブライ文字が刻まれていたとしても、正倉院にペルシアの宝物が収められていたのと同じく、証拠にはならない。
- その他の天皇家とユダヤのつながりを示す証拠と言われるものは、近代発祥のものや、実証不可能なものも多い。
- 例えば、伊勢神宮には籠目模様の刻まれた石燈籠があり、これがユダヤ人のダビデの星と六芒星である点が同じであると一部論者により唱えられているが、矢野憲一『伊勢神宮 日本人のこころのふるさとを訪ねて』（講談社、1991年 ISBN 4-06-198041-6）によれば、1958年（昭和33年）頃、皇太子（後の上皇明仁）結婚記念で、全国の石屋が組織した「伊勢三宮奉賛献灯会」が献灯した際、内宮、外宮、伊雑宮の三宮を日、月、星で表したものが偶然似たものという。

反論
- 神器についての異論は、本論においても明確な情報ではない事の断りが記されている。そして、古墳の発掘調査は禁じられている為、現段階では詳しく検証することは不可能である。（ただし禁止されているのは天皇陵の参考地だけであり、その他古墳から証拠となるような出土品が発見された報告はない）
- 仮に事実と異なる情報だったとして、物証として現物が存在しないからといって即その可能性を否定する事はできない。これは同時に肯定する根拠も明確ではない事と同義だが、そのことについては繰り返しになるが論中に注記されている。

### 宗教形態の相違
批判
- 古代イスラエル民族の信仰していたユダヤ教は唯一神との厳格な契約に基づく宗教であり、日本の神道は西洋宗教のような一神教ではない。両者の「神」概念は対極にある故[26]、とても同祖であるとは考えにくい。

反論
- 古代イスラエルやセム系と呼ばれる人種が住んでいたイスラエル周辺諸国においてはユダヤ教のみならず様々な信仰が存在していたと旧約聖書に記されている。ユダヤ人の中には、パレスチナ地域の先住民であったカナン人の宗教や、バアル信仰などの自然信仰や偶像崇拝に傾いた民も存在していたと旧約聖書に記されている。古代イスラエルの一般市民は、少数の選ばれた身分の高い聖職者や、祭司のように厳格な一神教徒ばかりでは無かったと聖書に記述が存在している。厳格な宗教教義に従うもの、そしてイエス・キリストのようにユダヤ教の教義に疑問を持った人が長い歴史の中で何人か存在していても不思議ではないということは普通に考えることができる。

### 塗油
批判
- 古代ユダヤ教では塗油といって、油を神聖なものとして、聖者や特定人物などの体に清めの油を塗る習慣があるが、日本ではそんな習慣はないどころか、油は比較的、清浄とは思われていない。油が神聖とされるのは、地中海気候の乾燥した土地特有のものである[33]。

反論
- いくつかの矛盾を先に指摘後、塗油に関する資料を提示する。
- 矛盾1）塗油は指摘の通り重要な儀式であり、王や救世主、聖職者にのみ施される。それがそのままのものと考えた場合、「一般人には適用されないため民俗として習慣化する事はありえない」。何故なら『重要な儀式』である以上民俗学で言うならばハレにあたるもので、それは盆やクリスマスなどと同様日常の風習ではなく、さらにこの重要な儀式は明確なサイクルで行われるものではないからである。さらに突き詰めるならば、一部の階級の人間のみに対して行われるものである以上、信徒が気軽に行えるものではない。
- 矛盾2）塗油が一般的な儀式としそれがそのまま維持されなければ説明にならないという場合、「日ユ同祖論の該当年代よりもはるかに後になって伝来したカトリックの塗油が現在習慣化していない理由が説明できない」。カトリックの塗油が民俗風習化していない以上、塗油が習慣として存在しないからといって伝来を完全否定する根拠にはならない。カトリックの塗油が途絶えたという主張をした場合、同じ理由をユダヤによる伝来の断絶にも適用できてしまう。
- 矛盾3）異論の通り、そもそも地中海で見られる油を塗る行為は地域に根付いた習慣であり、もっぱら日焼け止め等肌の保護や美しく見せる目的である。油だから忌避するというイメージは恐らく石油、鉱油などから来ていると思われるが、植物性油脂によるサンオイルやアロマオイルは現代日本に商品として存在しており利用されている以上、清浄なものと思われないから肌に塗る行為は存在しないという展開と矛盾する。かつ、日本は地中海ほどそれを必要としない気候である以上、習慣化し得なくとも不自然ではない。
- 補足1）ユダヤ教における洗礼は沐浴であり、これは日本にも禊という類似した行為(いずれも水を使用する)である。この点で本異論に従った場合立派に伝来していたと説明が可能になってしまう。
- 補足2）日本の油の歴史は古い(→エゴマ、大宝律令(徴収)、日本書紀(発見))が、植物性油脂(地中海地方で用いられる油の多くはオリーブオイル)を抽出する技術の登場は平安時代(→[34])になってからである。つまり、例え習慣を持ち込んだとしても油が存在しないもしくは高価であるため維持できなかったと説明しても不自然ではない。
- 現実的にユダヤにおける塗油については指摘の通り非常に重要な儀式だが、より詳しく旧約聖書を紐解くと『生きている人(※ここでの人はユダヤ人のみを指す。それ以外は異邦人と呼ばれる)に油を塗る事は罪である』と解釈される(エゼキエル書 34:31 及び出エジプト記30:32 参照)事、及び、指摘されている通り『大変重要な儀式』であり、王、救世主、聖職者など一部に対してしか行われないのがユダヤ教における塗油である。
- ハヌカという油に因んだ祭りがユダヤ教には存在するが、これは塗油に関係するものではなく、マカベアの反乱 (紀元前2世紀頃) 時、一日の油で八日火が燃え続けた事から発生している。
- 一方、日焼け止めとして或いは痛みを和らげる目的の嗜好品としても古くから油を肌に塗るという行為は、他にも類似の儀式として花嫁に対する塗油行為が挙げられる。これはそもそも油の神聖視自体がユダヤ教に起因するものではないからと考えられる(→[35][36])
- このように「罪とされるにも拘らず習慣化している」事の不整合は「儀式としての意味の有無」に注目する事で解消でき、例え不自然に感じられたとしても、異論に指摘されている通り、儀式においても一般嗜好品としても地中海地方で存在していた事実は変わらない。
- 通俗として伝わっていないとしても儀式として伝わっていないとしても、矛盾で指摘した通り塗油の風習が無いからといって渡来を否定する根拠にはならない。
- 同様に、次に続く貴重品の伝来についても『存在しないから、もしくは別のものが存在するからといって伝来の可能性を完全否定するものにはなりえない』(ユダヤは滅亡していたのでありえない、などであれば成立するが、そのような事実は無い)。

### ユダヤに限定できない
批判
- ユダヤとペルシアは同じ中近東で、文化には幾分の類似点がある。日ユ同祖論の証拠にされる事が多い、狛犬などの神殿構造も、実際はユダヤではなく、ペルシアから伝わったという説が有力である[37]。飛鳥時代にはペルシア人の景教（ネストリウス派）徒で、日本に渡来した石工の李密翳という人物が、聖書文化を伝えたとされる。古代中国はペルシアとの交流が盛んで、中国に百を超えるペルシア人コロニーがあり、説話や文化を中国に伝えた。そして、それを遣隋使・遣唐使などが日本に持ち帰ったとされる[38]。

反論
- 古代ペルシアやメソポタミア地方とイスラエル周辺は時期によっては交流もあって勢力圏を共有していた故、ユダヤ人はペルシアにも居住していたことは事実のようである。古代ペルシャは、サーサーン朝のように国教ゾロアスター教の他にユダヤ教やキリスト教の信仰を許していた時期もあった(バビロン、バビロン捕囚、キュロス2世を参照)。

### 秦氏渡来年代の矛盾
批判
- 「秦氏はネストリウス派キリスト教を信仰するユダヤ人だった」という説には年代から考え矛盾がある。ネストリウス派は431年のエフェソス公会議で「異端」とされ、その後、東方に布教活動を移したことが知られているが、中国へ伝来したのは7世紀、唐の太宗の時代にペルシア人司祭「阿羅本」らによって伝えられたころであり、秦氏の日本渡来より200〜300年あとのことである。

反論
- 景教ネストリウス派の中国への伝来は公式には7世紀であったとしても、一派が先に渡来していたかもしれないという可能性を無視しており、よく調査せずに決定付ける事には無理がある。秦氏の日本への渡来は複数回あったとされる。（これこそ憶測の域を出ておらず、可能性があるかもしれないという希望的観測に過ぎない。）

## 日ユ同祖論に関連する説

### ユダヤ文化との関係
- 日ユ同祖論に関連する説として、イスラエル人渡来説、イスラエル文化混入説、ヘブライ人渡来説、ヘブライ文化混入説、キリスト渡来説などがある。
- 日ユ同祖論を支持しないが、日本民族とユダヤ民族の民族性は良く似ていると主張する論者もいる。代表的論者に、内村鑑三やベン・アミー・シロニーなどがいる。彼らのような立場は、日ユ同質論とでも呼ぶべきであろう。

### キリスト教との関係
- 古代日本にキリスト教が伝わって、日本人に影響を与えたという説もある（唐の時代には景教と呼ばれるネストリウス派キリスト教が伝わっており、可能性はある）。この説を最初に唱えたのは、フランシスコ・ザビエルである。この説が史実だとしても、キリスト教を伝えたのがユダヤ人とは限らない為、日ユ同祖論とは区別されるべきであろう。
- 仏教勢力、唐勢力の興りによって、日本における原始キリスト教や古代イスラエルの影響があるとされる神道系の人々の歴史は記録から消えてしまったという説。
- イエス・キリストは記録のはっきりしない12歳から30歳の間に、仏教と接触していたという説。エジプトまで仏教が布教されていた。イエスがインドを訪れたなどと主張される。

### 日本人の中の白人的遺伝子
上記Y染色体と同じく、分子人類学的調査として、ミトコンドリアDNAハプログループやJCウイルスゲノタイプを用いた調査も、現代日本人を対象として行なわれているが、これらに依ると、日本人の1-2%に白人系遺伝子が存在している可能性が示唆されている。その一つ、JCウイルスゲノタイプの調査によると、日本人（北海道を除く）の約2%に白人系JCウイルスゲノタイプが見られ、この日本人の白人系JCウイルスゲノタイプと、ヨーロッパに見られる白人系JCウイルスゲノタイプは、1-2万年前（もう少し前後する可能性もある）に分化したと推測されている。これは、日ユ同祖論、或いは日本とユダヤの文化類似を考える上で興味を引かれる研究結果といえる。
しかしながら、同様の白人系JCウイルスハプロタイプは朝鮮半島にも見られる ことや、人類学上白色人種に分類される大多数のインド人にはこのタイプが見られない ことから、必ずしも白人のみの系統を示すというわけではないということに留意すべきである。また、日ユ同祖論に限らず、日本と古代オリエントの文化の顕著な類似を指摘した学者は少なくないが、これを論じる上でも参考となるかも知れない。「鬼」「鬼の正体説」節、「山姥」「山姥＝白人説」の節も参照。

### 批判
- 日ユ同祖論者の中にはユダヤ人であるアインシュタインが来日時に発言したとされるアインシュタインの予言と呼ばれる文章を日ユ同祖論の間接的証拠として持ち出す例がある。しかし、この文章がアインシュタインのものではないという説が有力になっている[45]。
- 青森県戸来村に「キリストの墓」と称するものがあり、キリスト日本渡来説の根拠の一つになっている。この説には「祖先に背の高い白い人が来て住み着いた」「沢口家では数代ごとに目の青い肌の白い人間が現れる」など明らかに古代ヘブライ人＝西洋系白人という誤解を前提とした箇所がある。この件に限らず現代、主流となっている「ユダヤ人はスファラディ系とアシュケナジー系に別れており、アシュケナジー系ユダヤ人はハザール人である」という説と、かつて語られていた日ユ同祖論の相違が大きい点に注意したい。かつての研究は現代ユダヤと現代日本人の共通点を比較したものが多く例えばかつて日ユ同祖論の根拠とされていた「日本人とユダヤ人は共にIQが高い」といった研究で、そのような研究はもはや意味をなさない。他に日ユ同祖論でよく取りざたされるハンガリー系ユダヤ人マーヴィン・トケイヤーの著書「ユダヤと日本謎の古代史」の「ユダヤ人は日本にくると家に帰ったような気分になる」というくだりも奇妙な話である。元はハザール人であった筈のアシュケナジー系ユダヤ人が何故、日本にくると家に帰ったような気分になるのか理解しがたい。近年の日ユ同祖論者の中にはアシュケナジー系ユダヤ人を「偽ユダヤ人」と強く罵る傾向がある割には典型的アシュケナジー系ユダヤ人であるアインシュタインやトケイヤーの言葉を賞賛したりアシュケナジー系が多数を占めるであろうイスラエルのヘブライ大学の研究を引用するのも理解しがたい。
- もしも日ユ同祖論とアシュケナジー系ユダヤ人＝ハザール人説の両方が正しいとすればその時点で彼らと日本人は同祖でもなんでもなくなってしまう。我々がイメージするユダヤ人とは少数民族でありながら欧米諸国で政治、経済、文化、科学など幅広い分野で目覚しい活躍をしてきたダイナミックな民族の事であるが、彼らこそまさにアシュケナジー系ユダヤ人そのものである。つまり日ユ同祖論とは日本人と世界で抜きん出た活躍をしたユダヤ人達を結びつけるものではなく、古代のイスラエル人と古代の日本人(大和民族)には血の繋がりや文化などの類似性があるという歴史学、考古学、科学的な見地における考察や結びつけ、ということになる。アシュケナジー系ユダヤ人はハザールやテュルク系にも分かれており、古代イスラエル民族との混血であるものもいるとされる。また、アシュケナジー系ユダヤ人は実はペリシテ人やフェニキア人の末裔という説もある。そもそも「アシュケナジーユダヤ人は優れている。日本人もユダヤ人と同祖であるに違いない。」といった観点で結びつけるのは言わば選民思想で傲慢である。つまり、実際にイスラエル12支族の一部が日本に渡来して日本文化に影響を及ぼしたのか、はたまた、古代イスラエル文化が少しだけ日本に伝わって日本人が享受したのか等、日ユ同祖論は学問的見地において考察する余地がある。日本にはヘブライ語やアラム語等古代の中東言語を専門的に比較、研究する学科を置く国立大学や公的な機関は無い為、単語や音に類似を見つける事が出来ても検証不足で、現時点において関連を決定付ける事は不可能である。
- 日ユ同祖論はユダヤ財閥関係者によるでっち上げであるという説もある。[要出典]よく検証する必要がある。
- と学会会員の原田実は「日本における日ユ同祖論は、敬虔なユダヤ教徒に対して失礼な方向性を持つ」と言っている[26]。

## 代表的論者
- エドワード・オドルム（教授）
- ノーマン・マクラウド
- マーヴィン・トケイヤー
- ヨセフ・アイデルバーグ
- サミュエル・A・リンドバーグ
- ケン・ジョセフ
- エリ・コーヘン - 日本文化にも造詣が深い日ユ「同質」論者
- 三島敦雄
- 出口王仁三郎
- 酒井勝軍
- 安江仙弘
- 宇野正美
- 佐伯好郎
- 手島郁郎
- 小石豊(牧師)
- 久保有政(牧師)
- 高橋良典
- あすかあきお(漫画家)
- 小谷部全一郎(神学者)
- 中田重治(日本ホーリネス教会監督)
- 小池一夫(漫画原作者)
- 田中英道
- 茂木誠

## 番組
- 2023年7月13日、『ダークサイドミステリー』「徹底検証！日本・ユダヤ同祖論」（NHK総合）[46]